# Aranžování květin

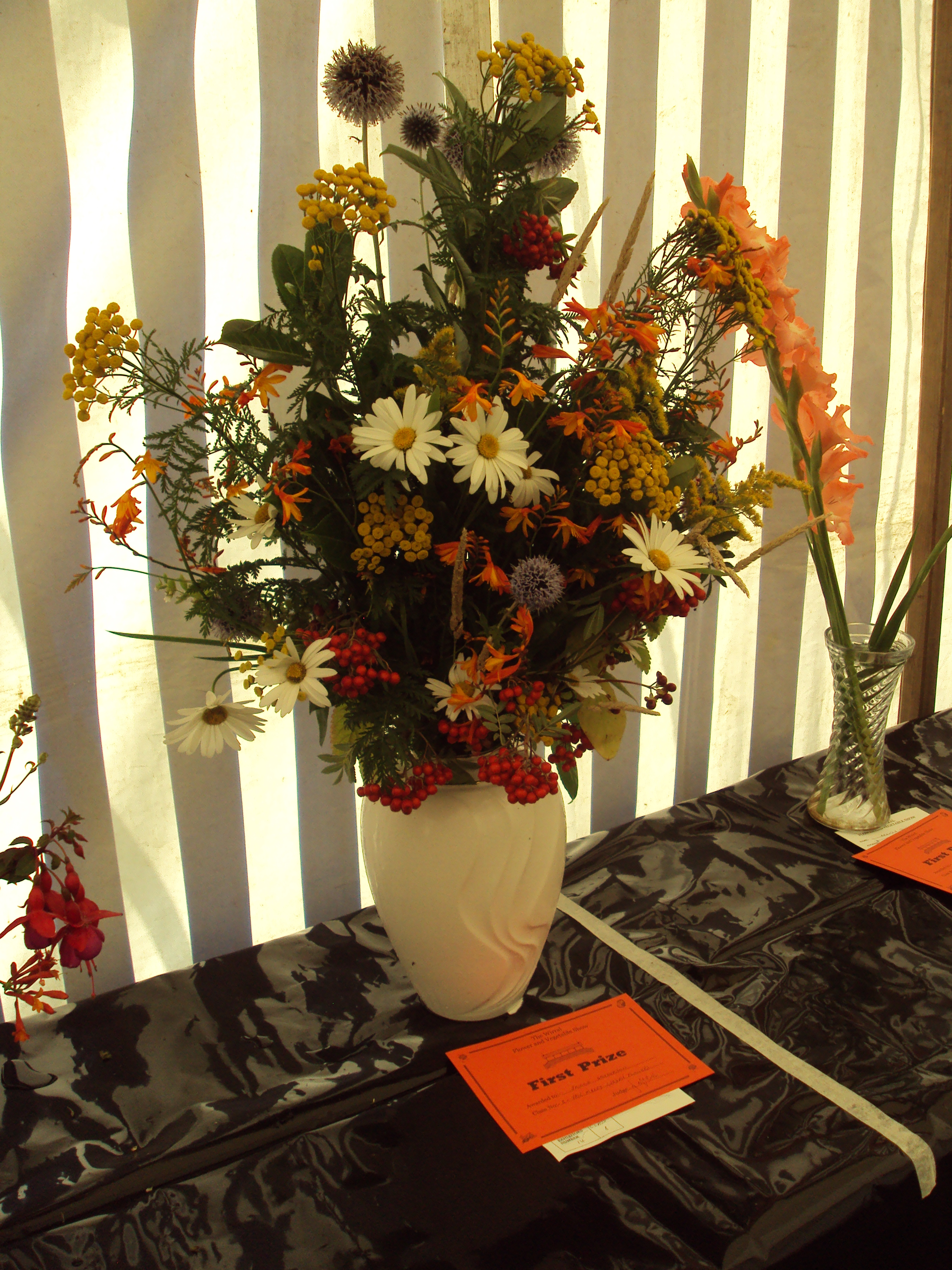
Přírodní kytice

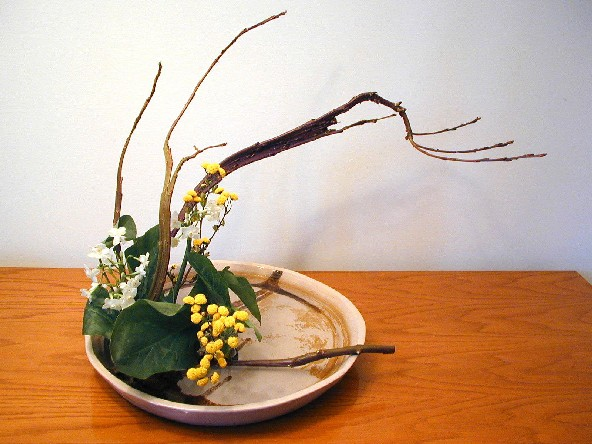
Ikebana

Aranžování květin je úprava aranžovaných materiálů a květin nebo rostlin, která vzhledově vytváří z jednotlivých, nijak fyzicky nesouvisejících, hmot opticky celek. Vytvořený celek má splňovat kvality, které se mohou různit podle použití i adresáta díla. Často vyžadovanou kvalitou díla aranžéra květin je fyzická soudržnost celku a cenová dostupnost. Název aranžmá z květin se používá i pro aranžmá z (živého nebo preparovaného) rostlinného materiálu u něhož nebyly použity žádné květiny.

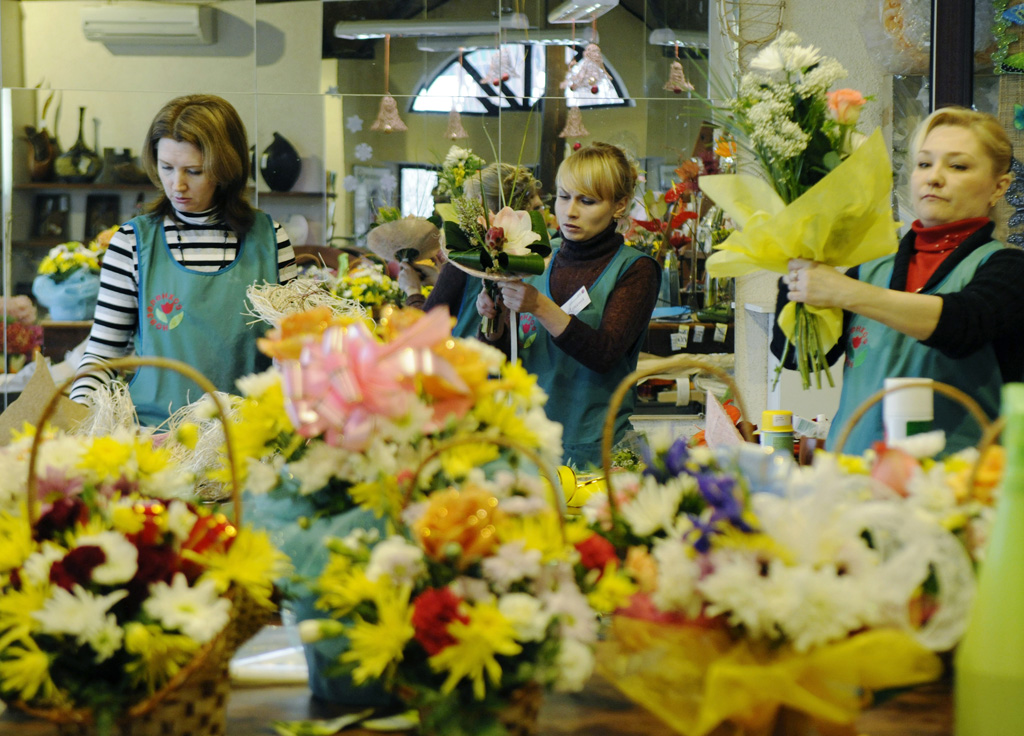
Příprava prodeje květin na MDŽ

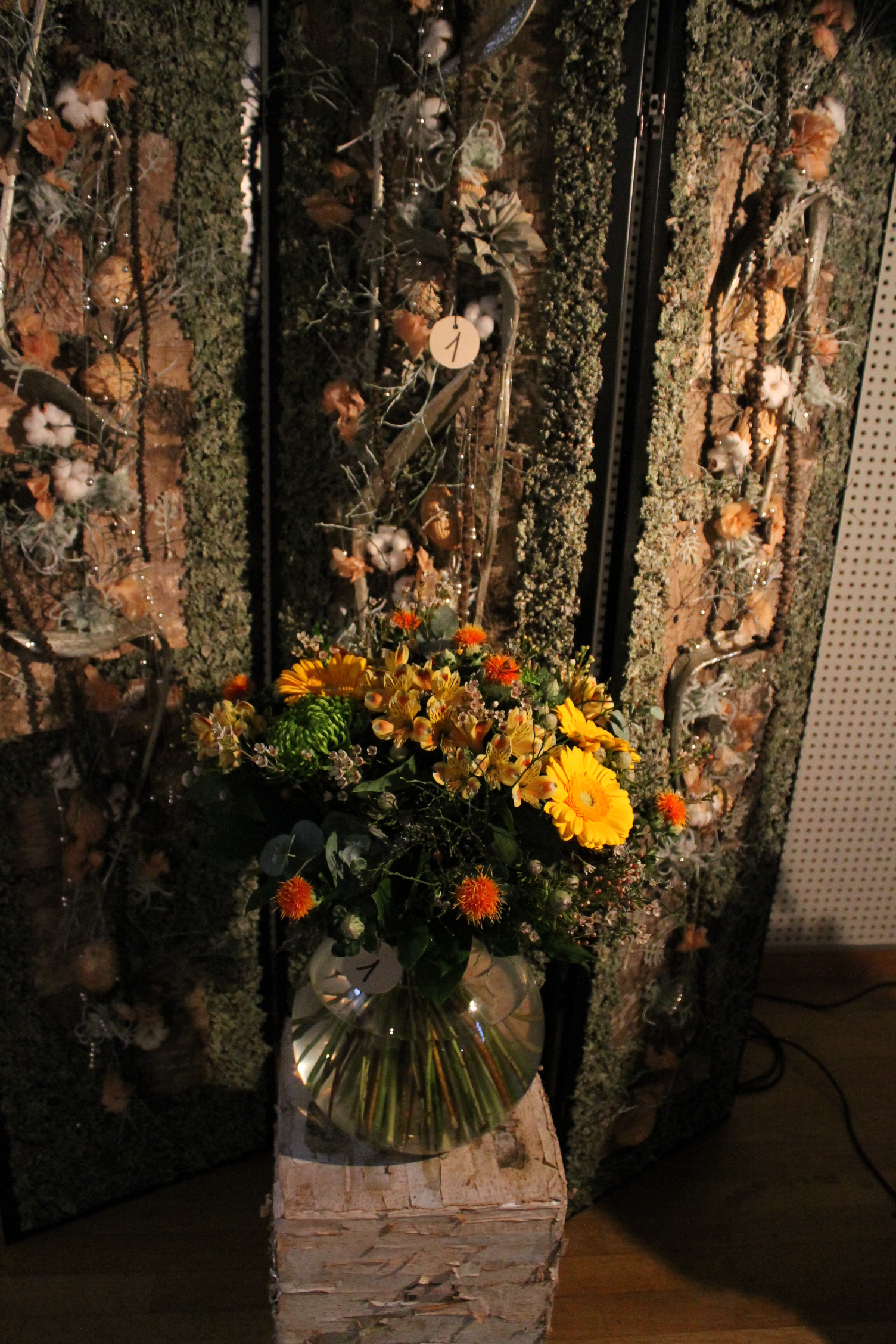
Část nejlépe oceněného aranžmá soutěže Brněnská růže 2014 v kategorii junior

Aranžování květin je, z hlediska ekonomického, zhodnocení produktů květinářských podniků. Z hlediska estetického, jde o obor který je odvozen od výtvarného umění. Snaha po vysoké produktivitě a rentabilitě zasáhla i do tohoto oboru a degradovala aranžování květin na řemeslnou produkci. Jestliže je aranžérovi odvážena zeleň, odpočítány květy které smí použít a má stanovený normočas výkonu, pak je výsledkem nezbytně šablonovité dílo. Mechanická práce kdy je vyžadováno plnění časové normy s sebou nese jiné obtíže než práce aranžéra. Při práci podle norem je třeba více hodnotit náměty pracovníků a kvalitu výrobku.

## Pojmenování floristika versus aranžování květin

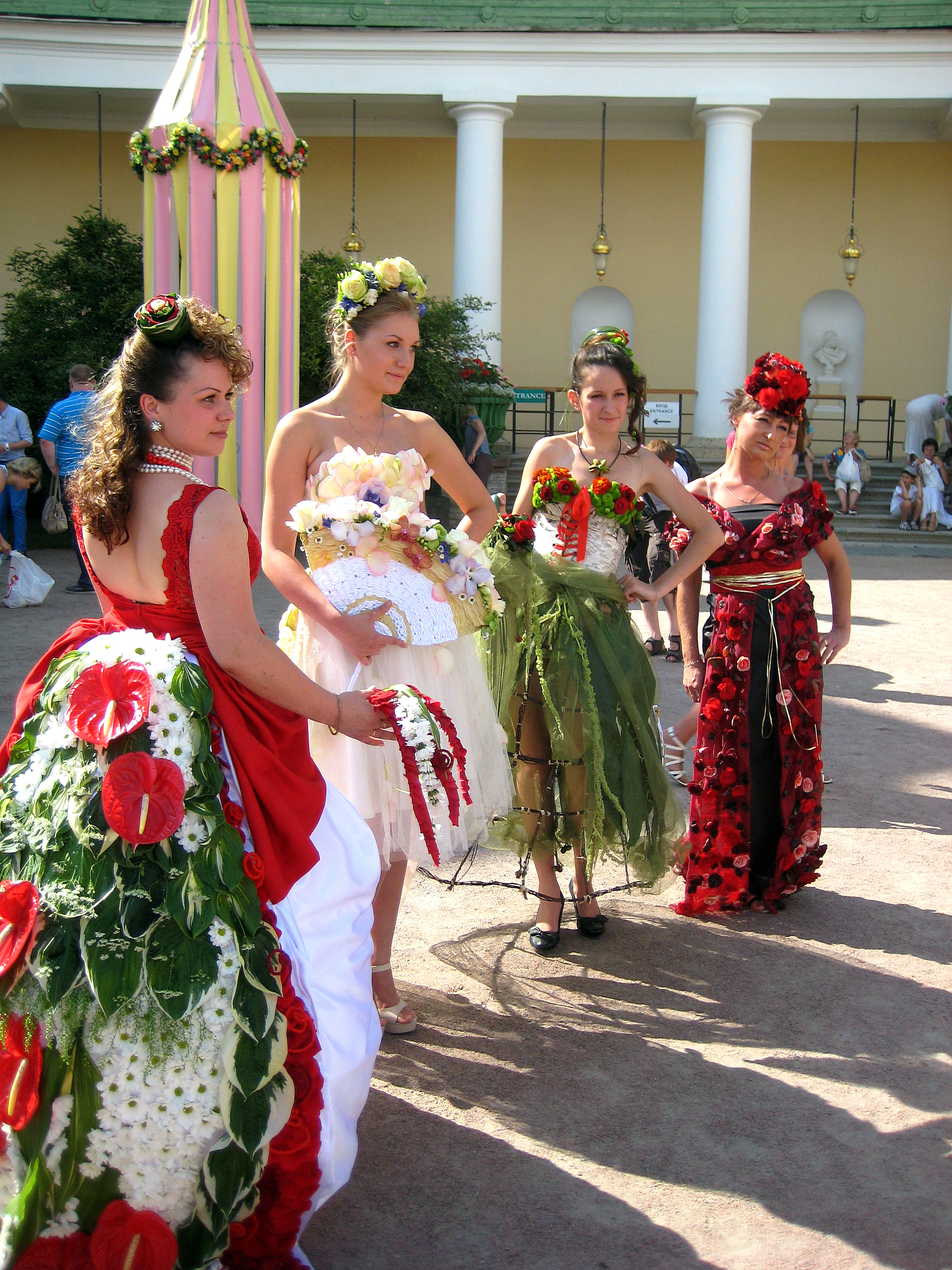
Pavlovsk Park, květinový festival v Rusku

Příbuzným nebo nadřazeným oborem aranžování květin je květinářství, které zahrnuje jak pěstování tak i aranžování květin. Na počátku 21. století se v ČR šíří pro vazbu a aranžování květin označení floristika. Zatímco dříve se aranžováním květin zabýval zahradník, vazač nebo aranžér květin, na počátku 21. století k odborníkům na aranžování květin přibyl florista. Floristika je dalším termínem pro obor zabývající se péčí o řezané květiny a také aranžováním květin. Aranžování květin lze rozlišit na vazbu květin, což je termín pod kterým je rozuměno vázání aranžmá a kytic někdy podle vzoru bez nějakého osobního estetického vkladu (ovšem mnohdy jsou kreativita a cit potřebné) a aranžování, které je také někdy považováno za druh umění. Označení floristika a florista se v ČR zatím zcela pevně neujalo a používá se i aranžování květin.
V zemích EU je rovněž někdy rozlišována floristry (floristika), floral design a flower design (aranžování květin a aranžování rostlin), ačkoliv se obory profesně kryjí a provádí je aranžér květin (florista) je k termínu floristry řazen obchod s květinami a floral design je někdy chápán spíše jako označení pro složitější a především více originální prezentace. Stejnou měrou jsou tyto termíny i v zemích EU synonyma, přestože podle některých popisů může být aranžér květin chápán jako aranžér (výloh a interiérů) pracující s květinami a vysoce fundovaný odborný poradce, přičemž je také uvedeno, že aranžér květin pracuje obvykle jako florista v obchodě. Floral nebo flower design je ovšem rovněž termín pro zdobení i jen vzory ve tvaru květin nebo rostlin, například kresbami. Z uvedeného vyplývá že přesné vymezení oboru a nová módní pojmenování působí problémy nejen v češtině.
Hlavním úkolem floristů je nicméně především aranžování květin. Floristé stejně jako aranžéři květin v ČR obvykle studují aranžování květin z učebnic floristiky v oboru zahradník na středních odborných školách nebo učilištích s možností nástavby nebo v rámci učebního oboru prodavač - aranžér květin. V ČR se rovněž vzácně používá termín „florista aranžér květin“.

## Historie a současnost aranžování květin
Aranžování květin a květinové dary nebo ozdoby jsou známy snad ve všech kulturách. Už v starověkém Egyptě patřily na hodovní tabule ozdobné nádoby s kyticemi a girlandami květin, které pravděpodobně sloužily k provonění vzduchu.
Evropské způsoby práce s květinami se poněkud liší od stylů typických pro některé asijské země, kde je dán někdy větší důraz na symboliku a náboženské stylizace práce s dekoračním materiálem jehož umístění nebo druhu bývá častěji dáván nějaký atribut nebo symbol. V evropské kultuře zůstalo aranžování květin více dekorativní a výtvarnou záležitostí, ačkoliv některým druhům květin nebo kvetoucích dřevin bývá také přisuzována symbolika (šeříky, jmelí, dubové ratolesti, lipové ratolesti) nebo volněji představují nějakou legendární nebo božskou bytost nebo její vlastnost. V souvislosti s vírou v takové vlastnosti a symboly nebo bývá často zmiňována květomluva, která se historicky vyvíjela v návaznosti na legendy, pohádky a smyšlenky. Jednotlivé výklady významů květin však nejsou přesně kodifikovány a ačkoliv některé významy mohou být poměrně rozšířené a stálé (růže, vavřín, pomněnka). Zejména jsou-li podpořeny teologickými spisky a legendami (slzičky Panny Marie), mnohé významy se v květomluvě kraj od kraje výrazně liší. Svazující použití symboliky a květomluvy je tak v ČR vcelku velmi omezené, výtvarná stránka působení aranžmá v ČR dominuje, ačkoliv někteří výrobci vážně zařazují do smuteční vazby symbolické prvky jako zlomené květy růží nebo výhradně sudé počty doplňků a květin.

### Obecná historie aranžování květin od starověku do moderní doby

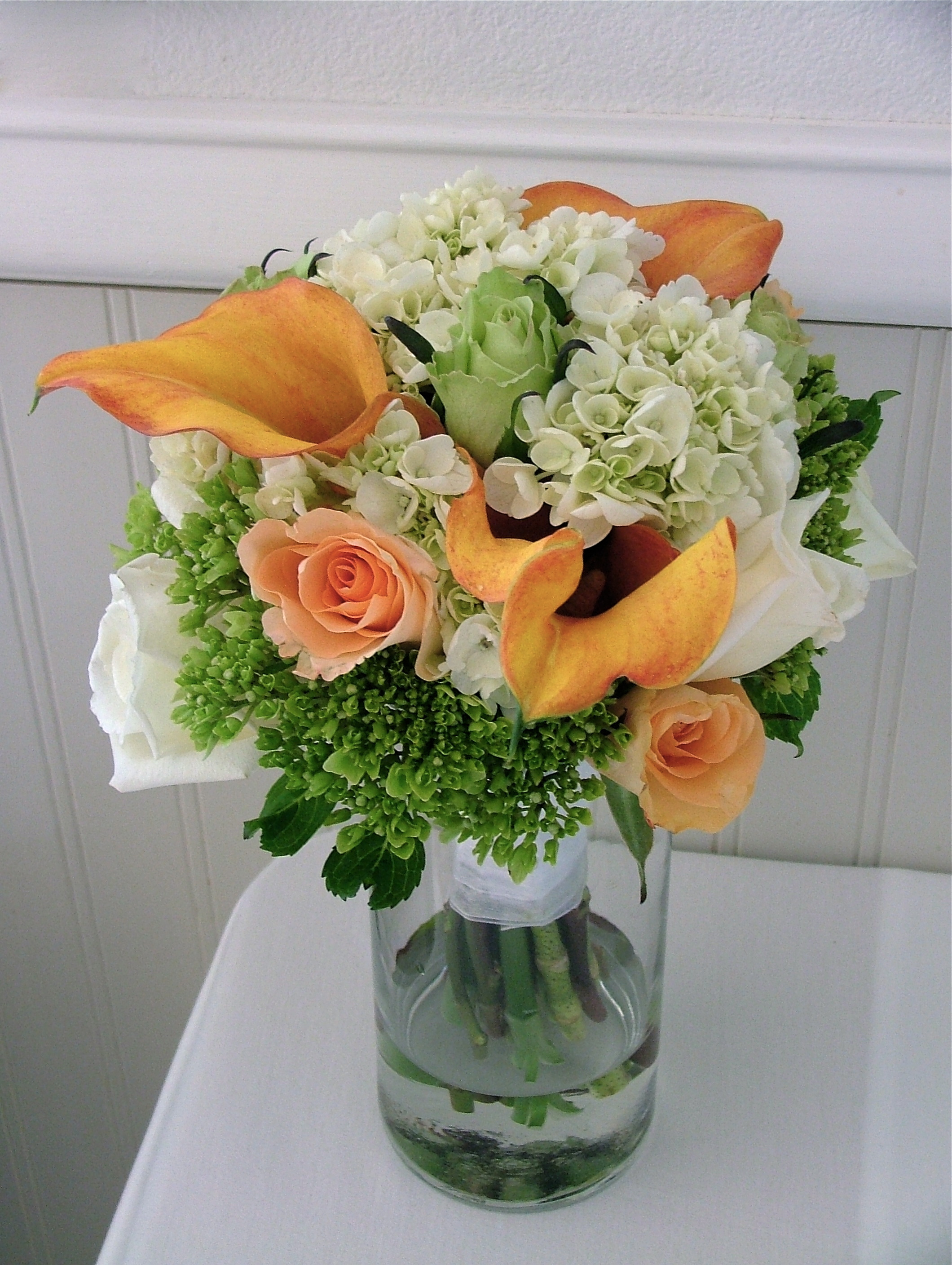
Součástí kytice je vhodná nádoba. V tomto případě zdůrazňuje invenci díla

Ve starověké Číně byl přikládán pěstovaným i divokým květinám zvláštní význam. Byly zde používány při obřadech a původně kytice tvořily výhradně květy jednoho druhu. Chryzantémy byly spojovány s podzimem, v zimě byly oblíbené větve borovic, kvetoucí švestky a bílé narcisy.
V starověkém Egyptě byly pro květiny vyráběny zvláštní vázy s květinovými vzory. V starověkém Římě byly květiny velmi oblíbenou součástí slavností ale byly častou ozdobou v domech jako kytice nebo květinové girlandy. Květiny zde byly ale předmětem považovaným za luxus, v určitém období byly květinové ozdoby i zakázány zákonem. v Římě rovněž vznikaly festivaly nazývané florimánie a stejně tak nazývaná touha po květinách. V dalším období byly pomůckou politického boje. Cicero kritizuje prokonzula, který udělal turné po Sicílii v nosítkách, sedíce na růžích s korunou z květin na své hlavě, a s věncem na zádech. V starověkém Římě se rovněž uchytil zvyk házet růžové lístky nebo květy na cestu před významné politické osobnosti nebo do koupele. Úmyslné aranžování květin je prokazatelně doloženo ze 17. století díky obrazům holandských mistrů.

### Aranžování květin ve 20. a 21. století
Ve dvacátém století bylo v ČR pořádáno několik zahradnických výstav se zaměřením mimo jiné i na aranžování květin. Mezi nejvýznamnější patřila mezinárodně uznávaná přehlídka Flora Olomouc která datuje svůj původ do roku 1958, kdy se v areálu výstaviště konala první regionální „Výstava květin podniků místního hospodářství“ za účasti komunálních firem z Olomouce, Prostějova, Přerova, Šumperka a Lipníka. V roce 1960 už byla pořádána jako Celostátní výstava okrasného zahradnictví. Od roku 1990 byla Flora Olomouc téměř výhradně jarní výstavou, k tradici jarní i letní etapy se výstaviště vrátilo v roce 2000. V roce 2013 je Flora Olomouc výstavou určenou spíše pro zahrádkáře než zahradníky.
V mnoha městech jsou ještě v dnešní době pořádány místní soutěže v aranžování květin, často k nějaké příležitosti nebo jako propagace nějaké firmy nebo školy. Na začátku 21. století se rozvíjí praxe ukázkových akcí zdarma s nabídkou prodeje materiálů nebo výukových kurzů aranžování za úplatu. Vzhledem ke klesající koupěschopnosti většiny obyvatel má na začátku 21. století na území ČR ekonomický význam pro podnikání pouze vazba svatebních kytic (ve spolupráci s tzv. svatebními salony), pohřebních kytic a věnců (v nejužší spolupráci s pohřebními službami), výzdoby úřadů (ve spolupráci s vedoucími pracovníky) a adventní a dušičková vazba (v závislosti na místě prodeje). Aranžování květin jako svobodné umění, tedy nepraktická činnost, ztrácí význam, stává se živností, kde je měřítkem ziskovost.
Floristika zaznamenala do začátku 21. století od středověku viditelný technický posun a na trhu je (ve třech největších městech ČR) poměrně dostatečný sortiment květin i celoročně a množství doplňkových a pomocných materiálů. Pro úspěšnou tvorbu, pro udržení v podnikatelském prostředí výroby a prodeje je velmi důležité znát techniku tvorby květinových dekorací a místní

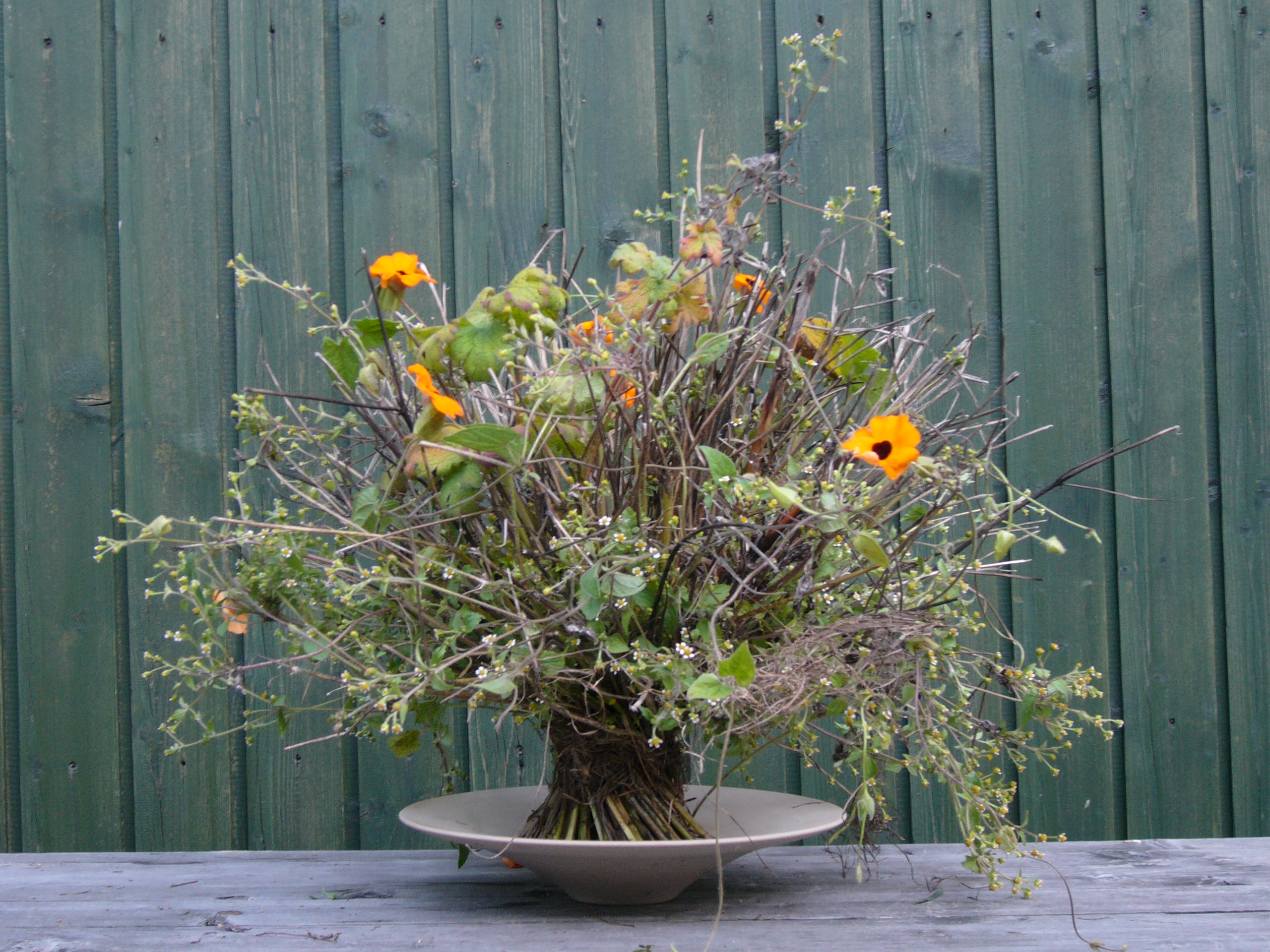
V díle jsou důležité linie tvořené obrysem celku i linie kterou tvoří jeho části a vnímané spojení mezi výraznými částmi celku

zvyky. Lukrativní je však především spolupracovat s osobami, které poskytnou podnikatelské příležitosti. Konkurence v prodeji aranžovaného zboží bývá poměrně tvrdá. Výrobou a prodejem sezónního aranžovaného zboží se na počátku 21. století zabývá mnoho firem, které se obvykle věnují jiným činnostem. Je velmi riskantní nechat své zboží za úplatu „v komisi“ u jiného prodejce na lukrativním místě, dochází ke zničení zboží deštěm nebo jiným znehodnocením.
Vzhledem k hospodářské recesi (krizi) na počátku 21. století reagují na nižší koupěschopnost a tedy vyšší konkurenci prodejny a výrobci aranžmá obvykle snižováním cen a omezováním sortimentu. Podobně tak činí dodavatelé a v roce 2013 je již poměrně obtížné sehnat vhodné materiály pro výrobu smuteční vazby ke Svátku zesnulých. V roce 2013 jsou například v Brně na období Svátku zesnulých ještě přiměřeně zásobeny pouze velkoobchod Klia a sesterská firma Vonekl, ovšem i ty už od počátku září věnují tematice Vánoc. Konkurence mezi jednotlivými regiony světové produkce řezaných květin byla ke konci první dekády 21. století enormní. Každá firma se snažila vyrábět s co možná nejnižšími náklady. Nejčastěji se pěstitelé snaží ušetřit na pracovní síle. Statistiky ukazují stagnaci a pokles nizozemského pěstování květin což je pochopitelně důsledek menšího odbytu aranžovaných výrobků. Nizozemští pěstitelé květin ovšem také čelí konkurenci ze strany Číny a Polska.
Kalamita sypavky a václavky snižuje v některých oblastech ČR možnosti využít nejlevnější smrkovou chvoj, protože dochází k předčasnému opadu jehlic, což dále snižuje ziskovost. Naproti tomu teplý podzim umožňuje mnoha zákazníkům využít řezané květiny z vlastní zahrádky nebo lze zvolit jako alternativu smuteční vazby koupené hrnkové květiny. Prodávány jsou v ČR i velmi levné ale neforemné věnce a kytice z borovice černé. Lze usoudit že je to způsobeno výpadkem smrku, snahou po dalším snížení ceny nebo neznalostí technologií.
V roce 2013 byli poptáváni prodavači - aranžéři květin na místa se mzdou 8000 - 16000 Kč měsíčně.

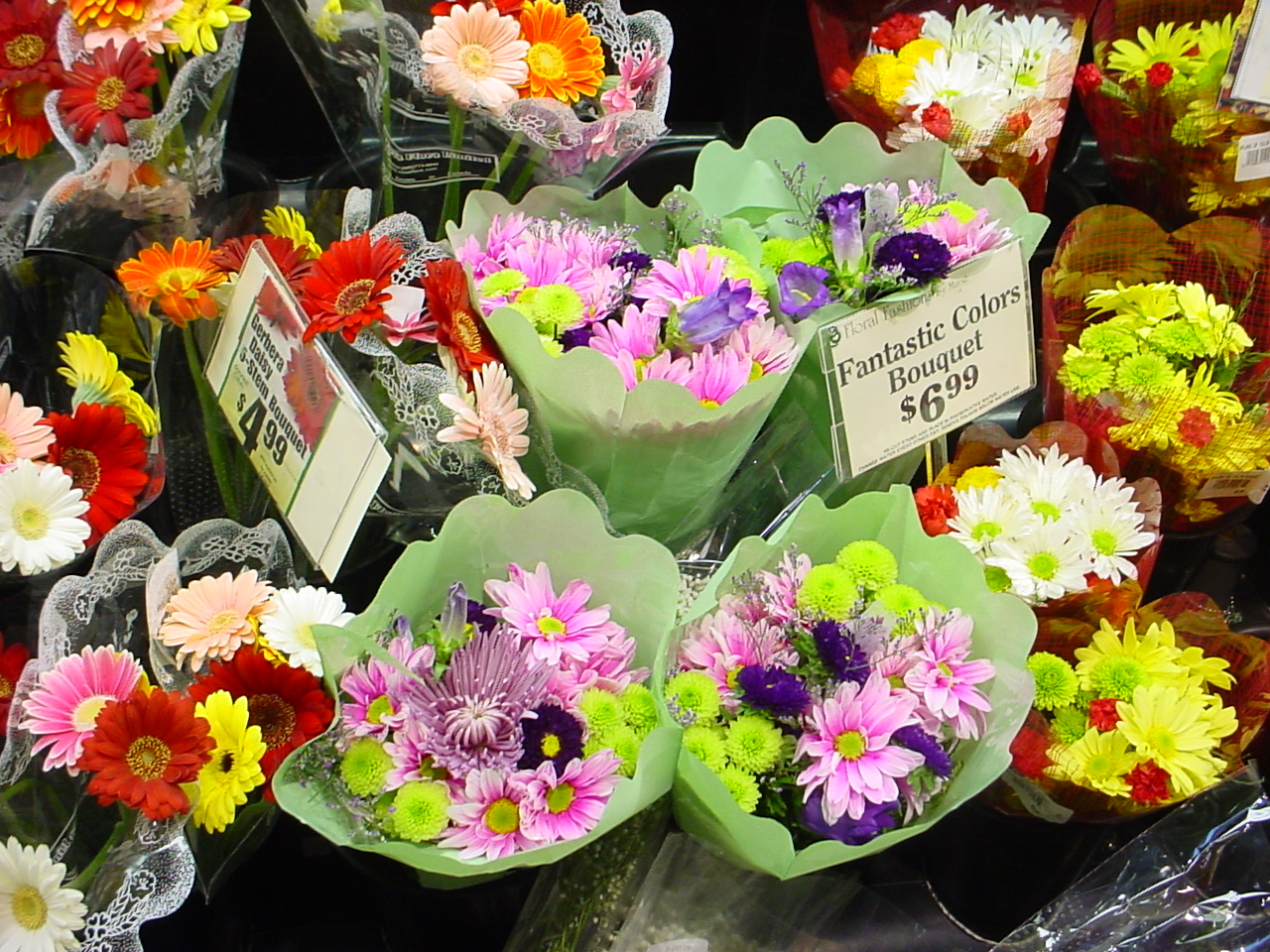
Významné jsou účinky barev a jejich vzájemné spojování i jejich vztah k okolí a tradičně vnímaný výraz směrem k účelu použití

### Nové technologie
V úpravách květin aranžováním dochází k neustálému pokroku, především vlivem nového používání dostupných technologií. Mezi poměrně nové vynálezy v úpravách květin použitých v aranžmá patří možnost psaní vzkazů přímo na květy, na vnější okvětní plátky uvedená firmou Holex Flower BV. Technologie je nazvána „mluvící růže“ a byla předvedena na Horti Fair 2005. Na konci 20. a začátku 21. století byly podobnými novinkami tiskárny na stuhy pro aranžéry (dodnes málo využívané), metalické fixy, plastové dráty, pružné a natahovací pásky, lepicí pistole, zapichovací ampule pro řezané květy (místo vázy). Ovšem i používání tvarovaného florexu anebo jeho pevnější verze pro sušené květiny usnadnila práci. Na počátku 21. století se objevují první květiny sušené lyofilizací, což je technologie zachovávající dobře strukturu i barvy rostliny, květy působí lépe než upravené pouze glycerinem. Ani nejkvalitnější materiál však nikdy nenahradí tvůrčí schopnosti aranžéra.
Za zvláštní poznámku stojí nově vyráběné technické doplňky deco fix umožňující připevnit větší kytice na hladké plochy bez jejich poškození nebo narušení, což je oceňováno především u drahých lakovaných automobilů. To dříve nebylo možné, nebo používané podobné technologie nebyly vždy dostatečně pevné.
Mezi novinky patří i barevná verze aranžovací hmoty oasis a sypká aranžovací hmota Oasis Rainbow Pulver. Nevýhodou jinak pevné tvarovatelné hmoty je dlouhá nasákavost a vysoká tvrdost povrchu, což umožňuje vpichovat květy pouze vertikálně. Výhodou je možnost nemuset skrývat hmotu vypichovaným materiálem nebo ji dokonce použít jako dekorativní prvek.
 Nová je možnost u některých dekorativních držáků vyjmout a použít aranžovanou svatební kytici k výzdobě vázy po obřadu.

## Soutěže v aranžování květin a výstavy aranžování květin
Soutěže v aranžování květin jsou soutěže kde je smyslem předvést své schopnosti esteticky i technicky upravit květiny a další materiály v celkové aranžmá, které nějak působí na pozorovatele. V soutěži hodnotí výkony soutěžících komise (více nebo méně laická či odborná) na základě objektivních i subjektivních pocitů. Všechna nebo vítězná aranžmá jsou často součástí navazující výstavy květin. Kritéria pro účast v soutěži nebo možnosti diváků sledovat práce aranžérů během soutěže se liší.

## Aranžování květin jako umění
„Vazačství květin jest vysloveně výtvarným uměním a jako takovému se mu nelze v celém rozsahu naučiti. Kdo nemá vkus a umělecky tvořivý talent samostatně nedosáhne nikdy ničeho pěkného a musí pracovati podle vzoru. Naproti tomu však nadaný vazač tvoří hravě a s rozkoší stále něco nového. Pány zahradníky prosím, aby mi zasílali fotografie… svých prací …Obávati se… že jiní budou… jejich práce napodobiti je nemístné. Skutečný umělec díla nikdy nenapodobuje a nikdy nedělá jednu věc dvakráte, nýbrž tvoří vždy něco nového …studiem pěkných věcí přicházejí nové myšlenky, nové fantazie.… “ (z kapitoly Úvod ke knize Moderní vazačství květin, v Chrudimi, v srpnu 1928, Josef Vaněk)

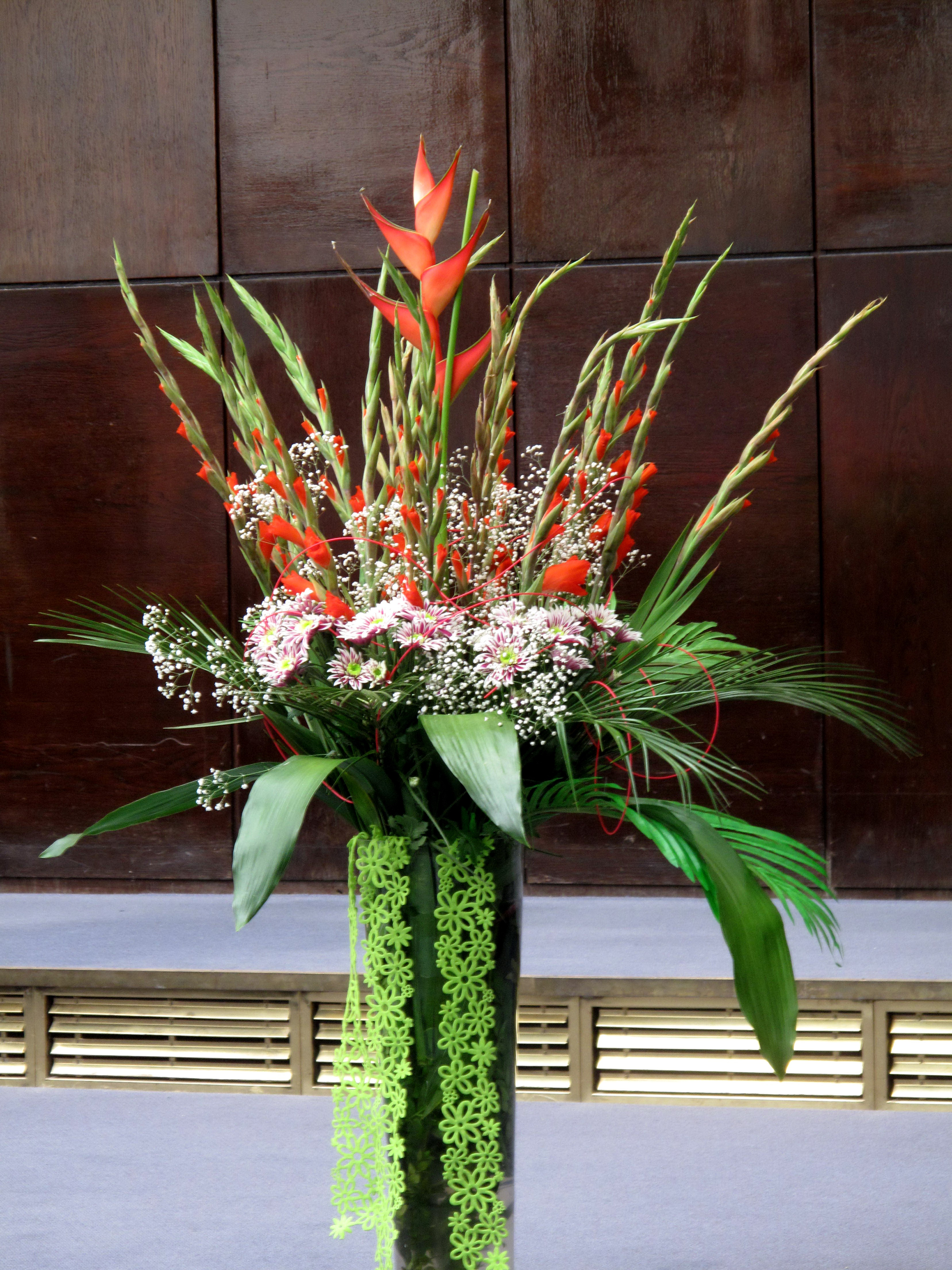
Velké aranžmá a drahý materiál vyžadují některé zvláštní příležitosti

## Komerční aranžování květin
Aranžování květin a prodej aranžmá, výuka aranžování, prodej aranžovacího materiálu je dnes v ČR především oborem podnikání. Smyslem aranžování květin je prodej květin, komerční výzdoba a prodej aranžovaných objektů. Jsou pravidelně pořádány pravidelné výstavy kde předvádějí své umění někteří aranžéři. Například Brněnská růže v areálu firmy Vonekl, sponzorovaná firmou Vonekl, spojená s výstavkou prodejního sortimentu a prodejem zboží uvedené firmy.
Tim van Leipsig, aranžér zaměřený na movitější klientelu, předvádějící aranžování na seminářích Holandské květinové kanceláře vysvětluje: „Vše co vytvoříte, musí mít silný komerční potenciál.… …Aspekty, jako sortiment, který reflektuje požadavky zákazníků, tvorba cen a obrat zboží, tvoří sedmdesát procent podnikání a jsou tak důležitější než kreativita…“

## Vzdělávání v oboru aranžování květin
Vzdělávání v oboru aranžování květin obvykle probíhá ve formě studia na středním odborném učilišti, jako obvykle tříletý obor, kdy je možnost dvouleté nádstavby zakončené maturitními zkouškami, nebo jako čtyřleté studium na střední odborné škole které je zakončeno maturitou. Vzdělávání ve směru aranžování květin často bývá pojímáno jako součást vzdělávání v oboru zahradník (SOŠ i SOU) nebo jako vzdělávání v oboru prodavač květin - aranžér (SOU), vazačské a aranžérské práce (SOU). Součástí studiu bývá více či méně častá a různě kvalitní praxe.

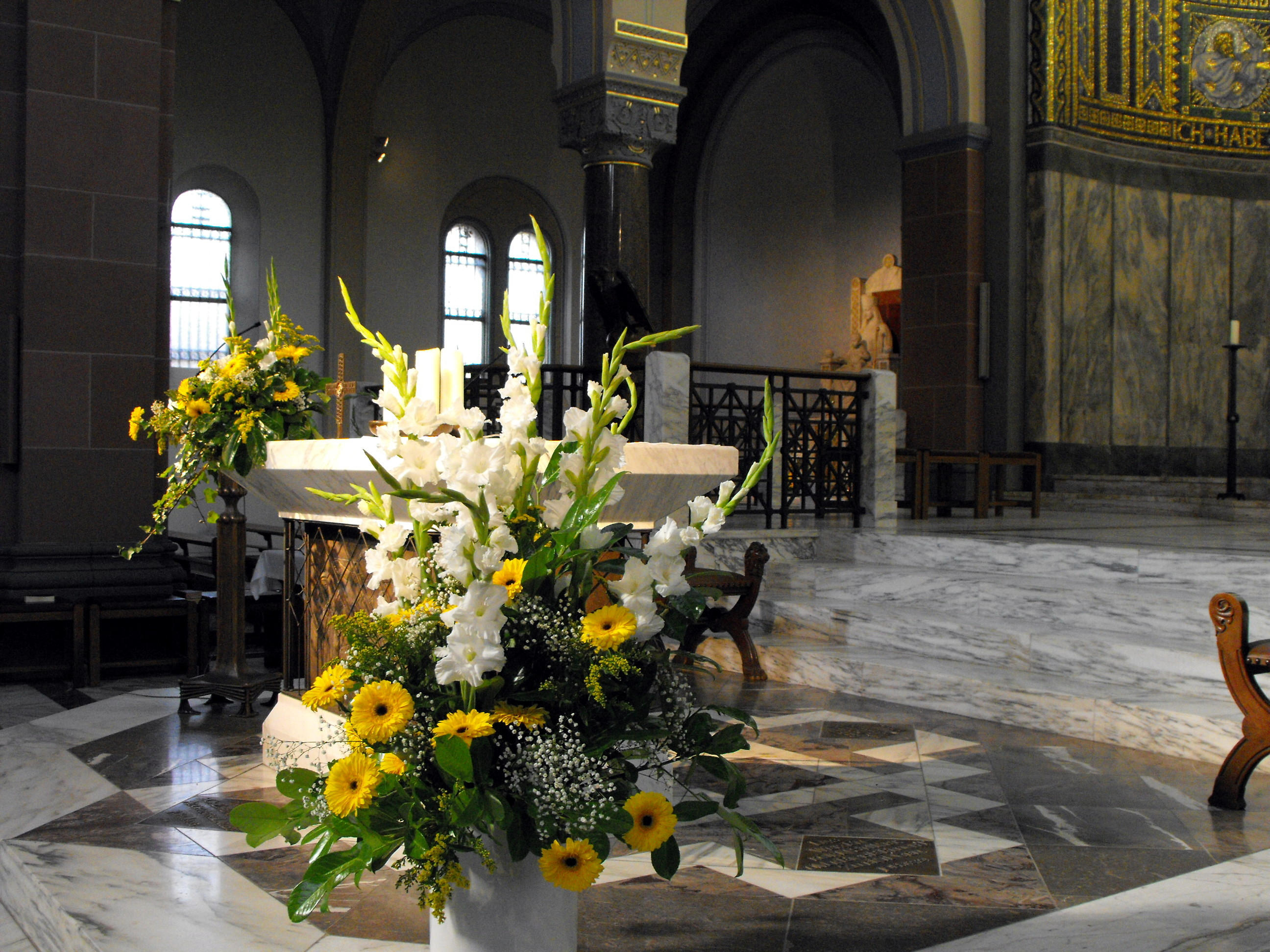
Výzdoba oltáře v kostele je obvykle prestižní záležitostí místního květinářství. Kombinace jiné barvy s bílou bývají spolehlivě dobře přijímány

## Smysl aranžování květin
Smyslem úkonů které v souhrnu vytvoří aranžovaný celek není vytvořit nové linie, tvary a barvy, ale použít s invencí ty, které má k dispozici aby dosáhl estetického účinku. Takže například zdůrazňuje existující linie tím, že vybírá podobně směřované stvoly a zvýrazňuje existující barvy seskupováním objektů stejných, ale i kontrastních barev.
Estetickým účinkem míníme skutečný, pravdivý a vlivem díla (nikoliv míněním okolí nebo odbornou instrukcí) indukovaný pocit který vzniká (nebo nevzniká) v pozorovateli díla. Obvykle je tohoto účinku dosaženo seskupením barev, tvarů a linií. Významné úlohy může sehrát efekt překvapení nebo naplnění očekávání.
Ve většině běžných situací působí naaranžovaná květina celistvě, zachovává stále pevnou formu, je vyvážené barevná a obsahuje stejné nebo různé druhy rostlin. Materiály jsou vyváženě rozmístěny. Aranžování závisí na tradici společnosti a zvyku pracovníka nebo objednatele, fantazii, kreativitě, finanční situaci a přesném zadání objednávky. Může být, že invence aranžéra a kvalita díla může být škodlivá, je li očekáváno tradiční zpracování tematiky.
Velmi často se však na vzniku libého pocitu pozorovatele podílí zkušenosti a tradice, tedy vnímání daného celku pod vlivem společnosti a proto je obvyklé že aranžér s tradicemi sociální skupiny a předpokládanými zkušenostmi efektivně pracuje k dosažení libosti pozorovatele. V některých případech nemá být na pohřbu květinový dar přítele nebo známého větší dokonalejší, cennější a jinak významnější, či výraznější než květiny, nebo aranžmá, které daruje rodina. Někdy se pro takový velkolepý dar může rodina zesnulého cítit uražena. Také v případě, že se pro svou nápadnost aranžmá stává centrem pozornosti může překračovat požadavky kladené na doplněk a jinak dokonalé dílo třeba i poškozuje záměry objednatele.

## Estetika aranžování květin
Estetika aranžování květin je kritérium hodnocení aranžovaných květin pomocí souboru výtvarných zásad, zvyků a subjektivních vjemů. Pomocí estetiky má být vyvolána v pozorovateli psychologická odezva. Estetizované dílo tedy (obvykle) není rutinně zpracovaným výrobkem, ale umožňuje požitek z vjemu a požitek z představy
Aranžmá musí odpovídat požadavkům a vkusu zadavatele, který může být velmi individuální. Vhodnost nebo nevhodnost či estetika je závislá na prostředí, tradici, příležitosti a především adresátovi. Obecně lze říci, že existují pokyny, pomocí kterých lze hodnotit nebo tvořit aranžmá. Tyto pokyny nebo pravidla, jako linie, těžiště zájmu, rovnováha, jednotnost, harmonie, rytmus, proporcionalita, stupňování, míra, ucelenost, kontrast, rozmanitost, lze ovšem vztáhnout na jakékoliv umělecké výtvory.

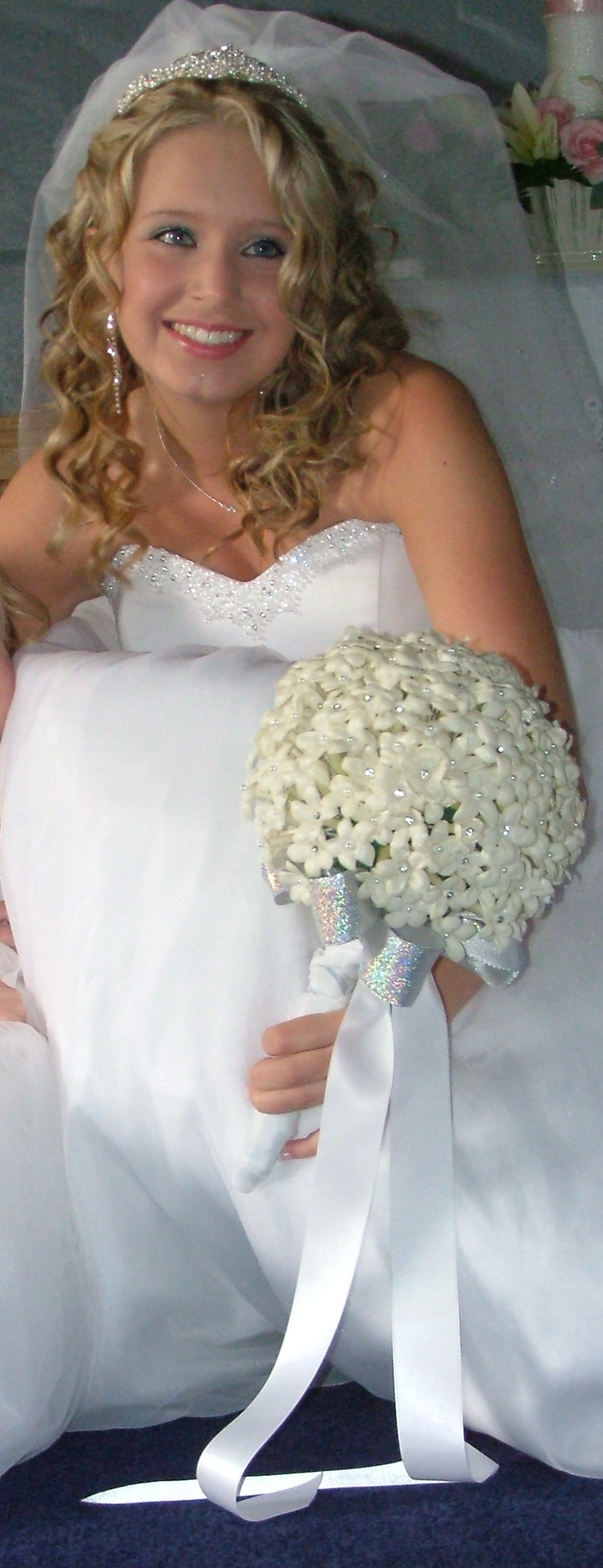
Kombinace bílé barvy a bílé barvy nepůsobí obvykle nijak výrazně. Někdy i velmi velké bílé květy na bílém pozadí zanikají

## Dekorace interiérů
J. Vaněk za základ dekorace interiérů považuje hladce pletené věnce a girlandy. Věnce jsou proplétány girlandami a stuhami takže „…se dá vykouzliti dekorace přímo pohádkové nádhery“.

## Adventní a vánoční vazba
Adventní a vánoční vazba je vzhledově i použitým materiálem typická, upravená jako dekorace při oslavě adventu, Vánoc a období během počátku nového roku. Adventní a vánoční vazba se řídí křesťanskými, židovskými a pohanskými tradicemi, církevními předpisy, církevní mystikou a pověrami.
Adventní a vánoční vazba také bývá používána jako součást církevní liturgie. Slouží ale především k dekoraci obydlí, společenských prostor i veřejných prostranství během Adventu a Vánoc. Jakékoliv vazby a aranžmá, včetně smuteční a dárkové vazby, v tomto období bývají obvykle ovlivněny tradicemi a atmosférou svátků a zohledněno provedení v souladu s uvedenými svátečními zvyky. Některé z uvedených dekorací jsou používány se zapálenými svíčkami, nebo v jejich blízkosti, což bývá zdrojem bezpečnostních rizik. Vánoční a adventní dekorace si v ČR v 21. století často připravují i sami uživatelé. Vánoční dekorace v ČR jsou vzhledově poměrně typické a ustálené. Tradiční barvy používané v době Vánoc jsou zelená, bílá, zlatá, červená. Mnohdy ale bývají používány takové barvy a styly, které lépe vytvoří v daném interiéru příjemnou, sváteční a zimní atmosféru.

## Smuteční dekorace
„…neexistuje žádná oblast floristického obchodu, kterou dotčené osoby posuzují citlivěji na kritičtěji než floristiku smuteční. Emotivnost okolností vyžaduje v neobyčejné míře technicky i výtvarně dokonalou tvorbu.“ (z publikace To je floristika!) Symbolickým položením květin na hrob vyjadřují spřízněné osoby zármutek nad fyzickým zánikem osoby jim blízké a poděkování za chvíle, které společně s ním trávily, za to co jim po smrti zanechal, a především jde často o společensky vyžadovaný úkon který zachovává nebo zlepšuje postavení jedince v hierarchii sociální skupiny.

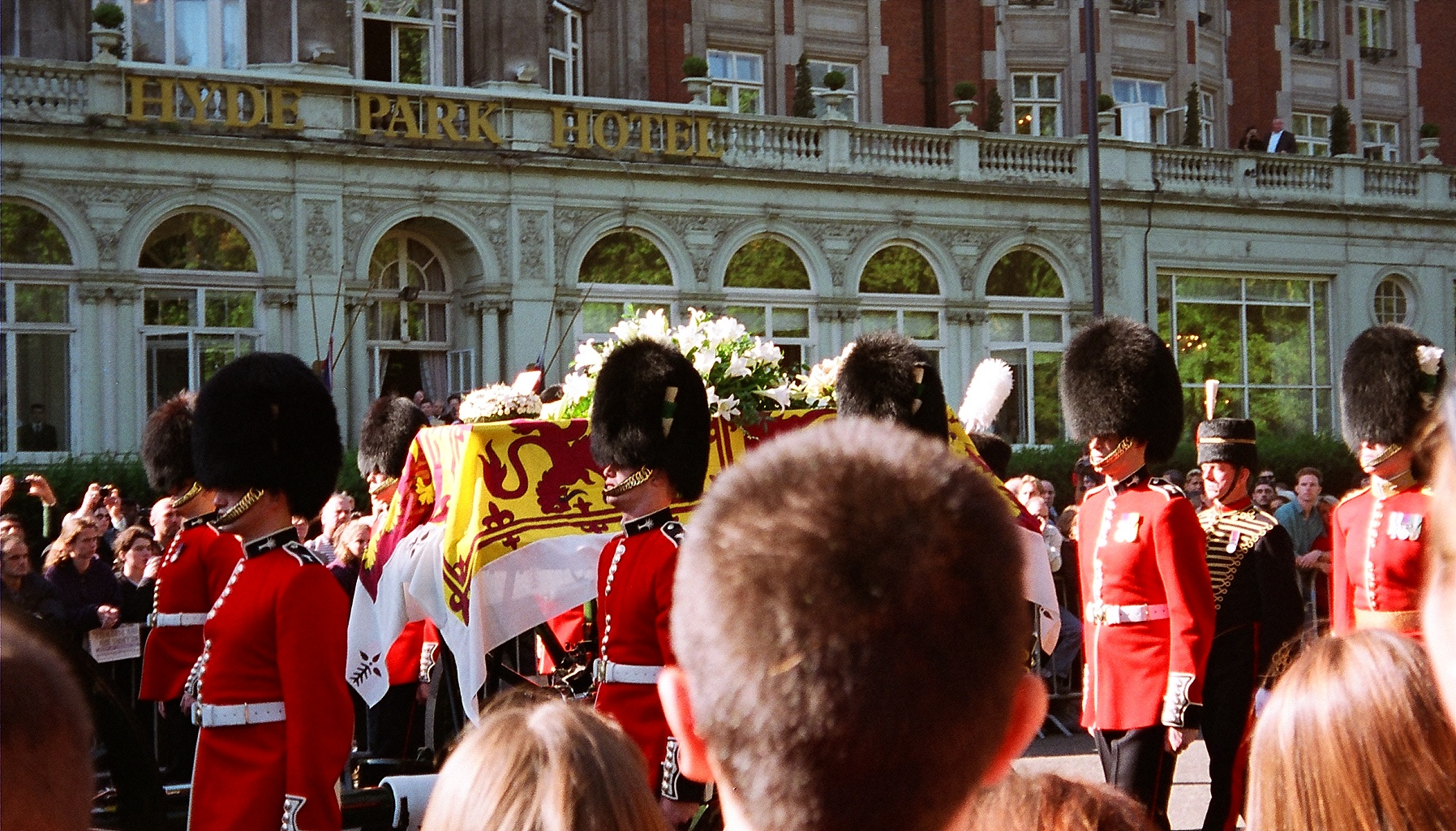
Pohřeb princezny Diany (Spojené království)

Již ke konci 20. století s nástupem věrohodnějších napodobenin živých květin a akceptování použití různorodých rostlinných částí zákazníkem je zjevný posun směrem k esteticky kvalitnější produkci. Na počátku 21. století se zvyšuje nárok na takovou výzdobu o biologickou rozložitelnost a je tedy znát i vstřícnost směrem k zachování stavu životního prostředí.
Smuteční vazba na hrob lze nakoupit od posledních prodejců přímo u hřbitova. Několik dní po Svátku zesnulých jsou dekorace často prodávány se slevou. Aranžmá zůstává na hrobě jako ozdoba ještě na adventní svátky. Na Vánoce je dušičková vazba doplněna svíčkou (kterou zákazník obvykle na místě zapálí, aby měl jistotu, že ji někdo z hrobu nevezme a nebude chtít prodat znovu) a na Velikonoce lze dekorace přizdobit několika snítkami čerstvého chvojí nebo kvetoucími větvičkami listnáčů. Často takto vydrží v dobrém stavu věnce a kytice s textilními květy, vyvázané z smrku pichlavého, túje nebo tisu a i ve venkovním prostředí obvykle bez barevných změn, zvláště je li vysoká sněhová pokrývka.

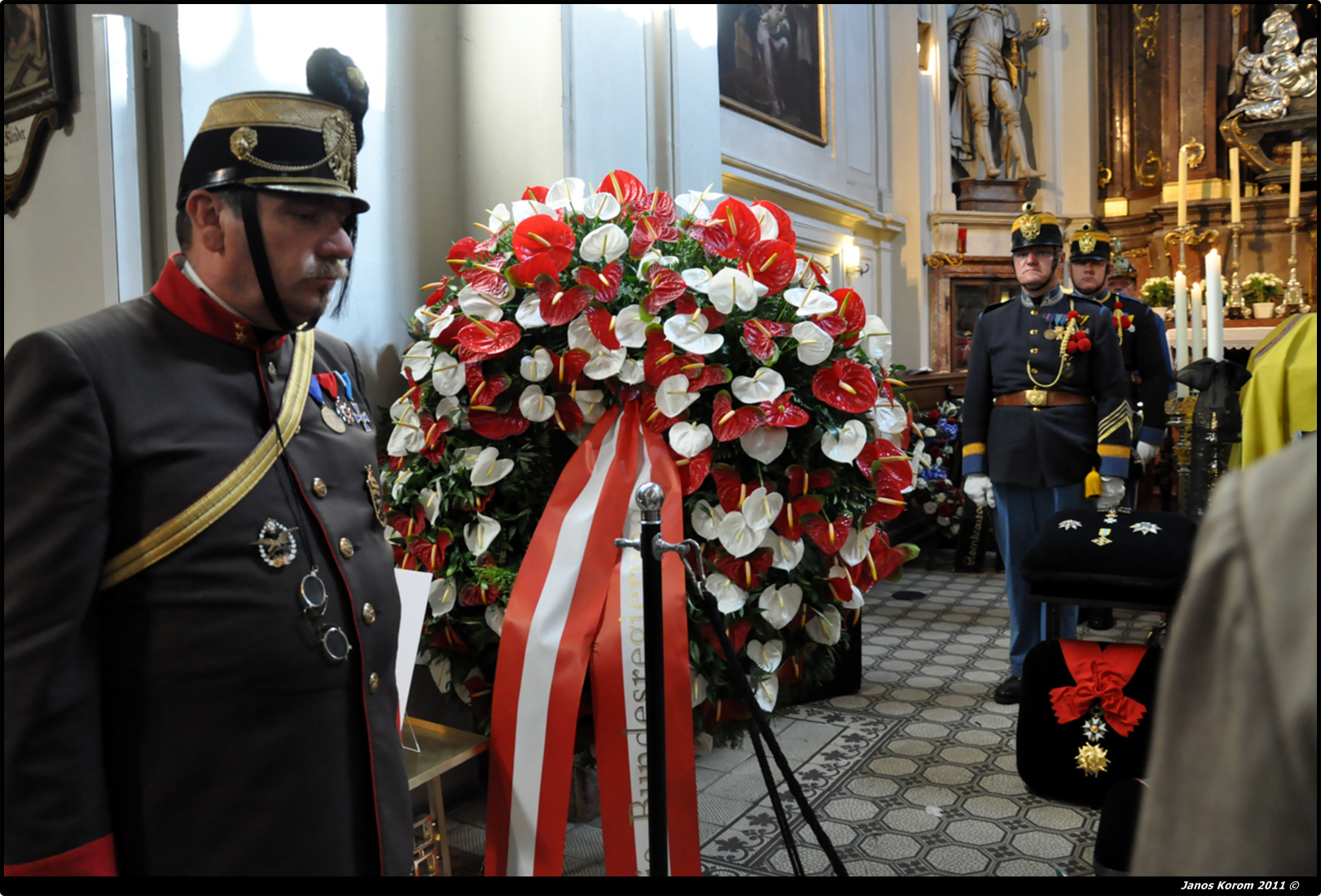
Pohřební věnec u rakve Otto von Habsburg

Dobře posloužily jako výzdoba dříve často používané papírové voskované květy (tvar chryzantéma a jiřina ve třech nebo čtyřech různých odstínech) a napodobeniny různých květů z měkčeného plastu. Ty však nebylo vhodné používat ještě na Velikonoce, protože byly doplňovány pouze chvojím ze smrku ztepilého. Stejně dobře, nebo spíše lépe dnes vyhovují textilní napodobeniny květů, které již ani nemění a neuvolňují umělá barviva, především anilinová. Barviva, které se uvolňují vlivem vlhkosti mohou někdy obsahovat sušené nebo řezané květy.
V mnoha případech se na počátku 21. století používají dekorace s plody a nekvetoucími barvenými částmi rostlin, mechy a lišejníky, které lze i na Advent, Vánoce a Velikonoce považovat za přijatelnější výzdobu. Podobně tomu se od konce 20. století výrazně zmenšuje velikost poptávaných kytic a věnců i při udržení stejné ceny a kvality výrobku. Prodeje velkých smutečních kytic, věnců a aranžmá jsou zcela výjimečné. Nákladné velké kytice a věnce, jsou součástí státnických a politických akcí , byly dříve obvyklé při pohřbech Romů a některých podnikatelů.
 Pro většinu obyvatel jsou pohřeb a úkony notáře dosti nákladné na to, aby smuteční dekorace pro příbuzné byly spíše skromné.
Často používané smuteční dekorace: kytice, kladená kytice, vypichovaná kytice, věnec, vypichovaná miska, svícen.

## Formy aranžovaných celků
Formy aranžovaných celků se v průběhu času vyvíjejí, ale spíše do rozrůznění forem, většina z uvedených úprav zůstává používána. Základními úpravami jsou girlandy, kytice, věnce a volně položené květiny.
Na počátku 21. století se relativně nově mimo uvedených druhů úprav používá opět květin (sušených i živých) jako vlasových a tělových doplňků. Mimo avantgardních kadeřnictví tak se například vytváření oděvních doplňků a oděvů z květin věnoval slovenský florista Róbert Bartolen, který navrhl celou kolekci extravagantních oděvů. Ve dvacátém století byly květiny jako oděv použity například při natáčení filmu Honza málem králem režiséra Bořivoje Zemana z roku 1977 kde byly výrazným emotivním doplňkem v jedné ze sekvencí snímku.
Podle Květinářství a Moderní vazačství květin.

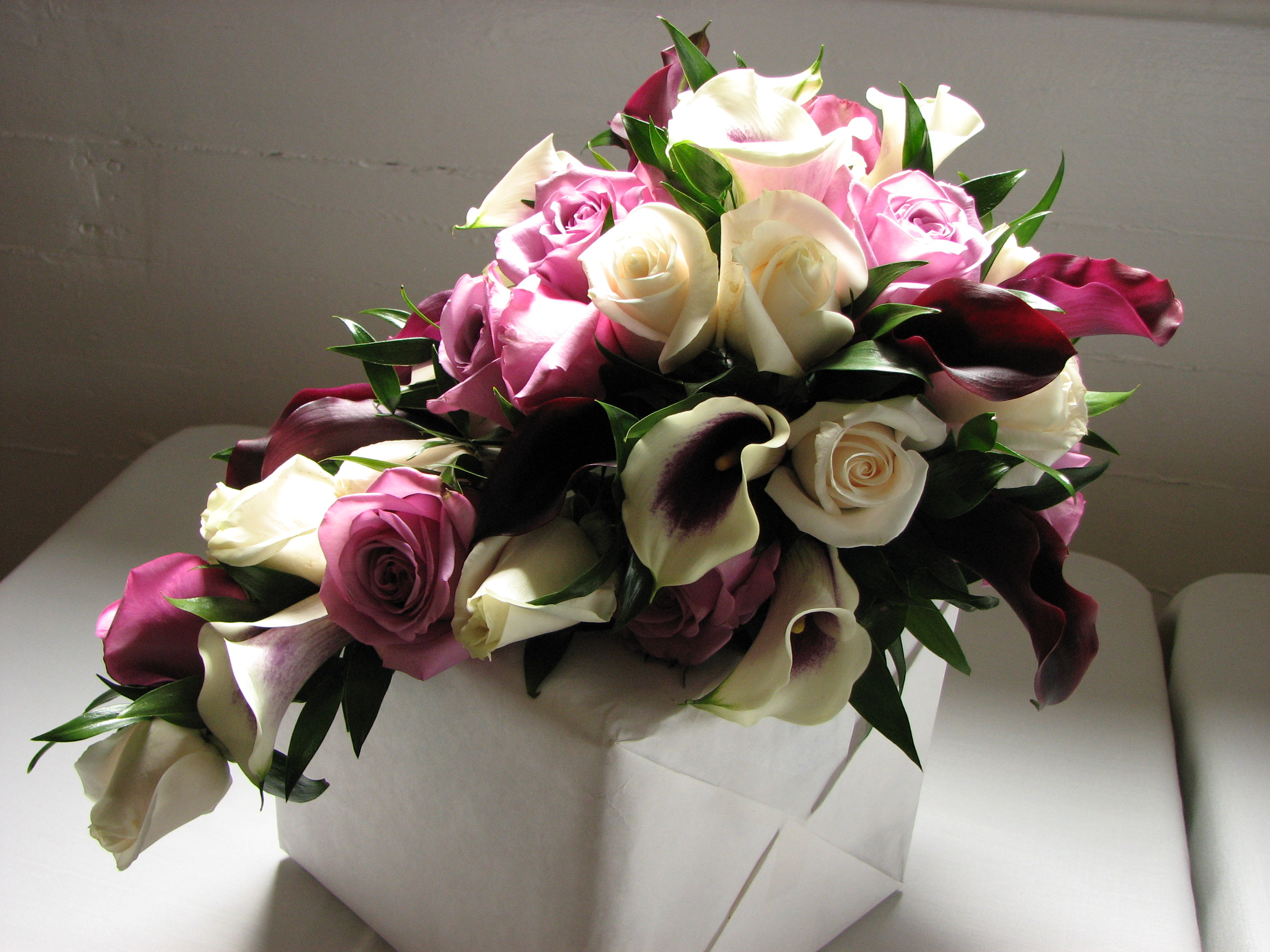
Převislá kytice pro nevěstu

### Podle stavu použitých rostlinných materiálů
Ačkoliv samozřejmě lze v celku jednotlivé druhy kombinovat, obvykle lze rozlišit aranžmá z květin podle stavu rostlin.
- Suchá vazba a vazba z fixovaných (chemicky nebo termicky) rostlinných materiálů
- Vazba z řezaných květů (částí živých rostlin)

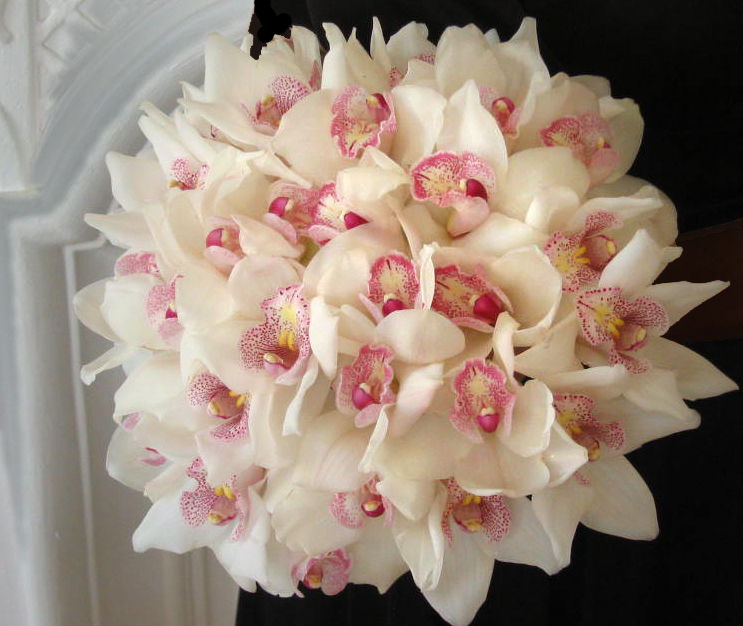
V množství zaniká jedinečnost

- Aranžování hrnkových květin

### Podle způsobu výroby
- Vypichovaný věnec (použití kytiček nebo přímo vypichovaný materiálem)
- Omotávaný věnec
- Lepený věnec nebo věnec z drobných (přidrátkovaných, hřebíčkovaných, skobičkovaných) částí
- Navazovaná kytice
- Vypichovaná kytice
- Volné aranžmá, větší prostorové vizuální celky (materiály fixované nebo volně v prostoru)
- Drobné lepené dekorace
- Řezané květiny ve váze (volně nebo ve florexu)
- Namotávané nebo vypichované svícny

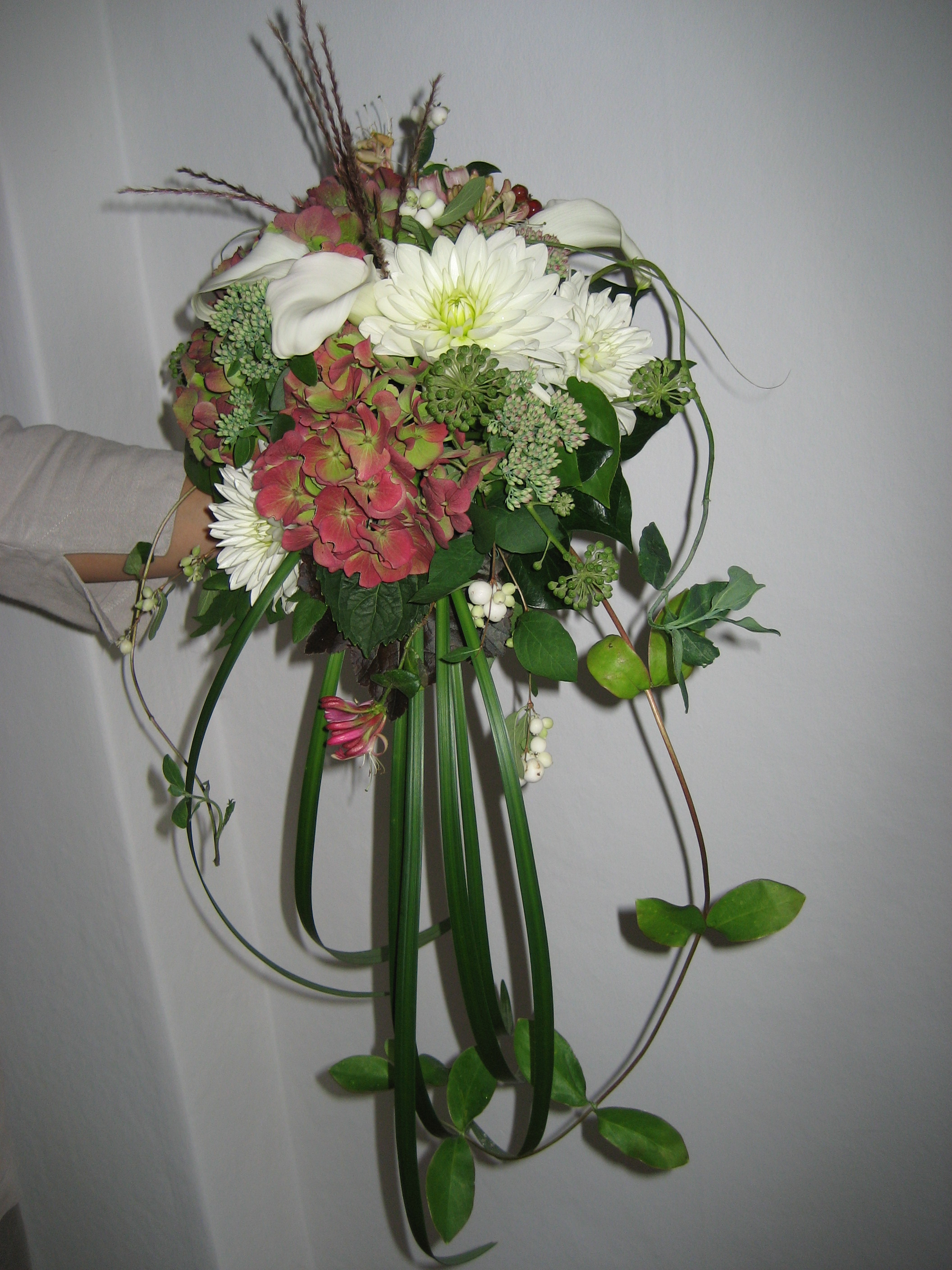
Na výsledku kvalitní a vzhledné vazby se podílí spíše než cena materiálu vyladěná nebo kontrastní barevnost, struktura a tvarová harmonie, a především invence autora. Úloha zeleně je laiky často podceňována

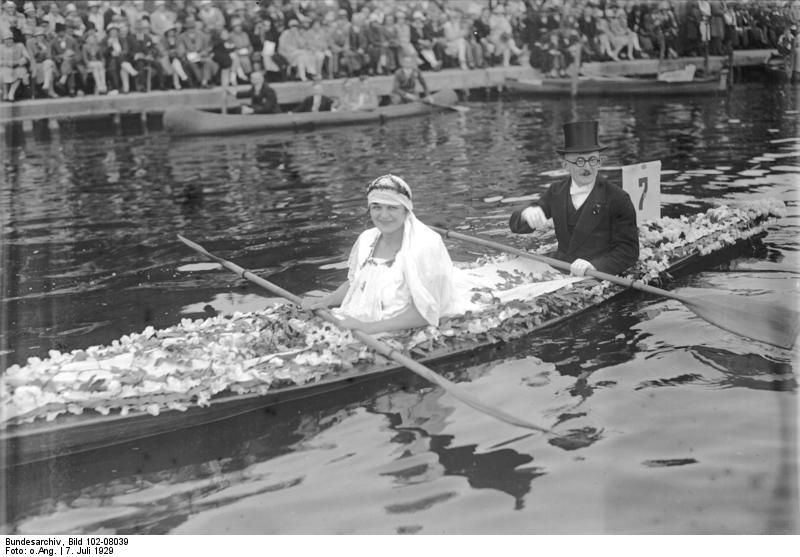
Loďka ozdobená květinami

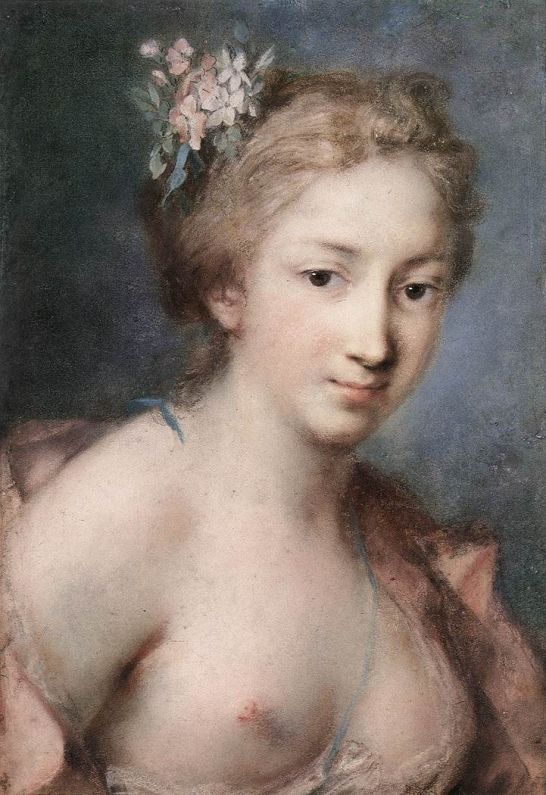
Kytice do vlasů

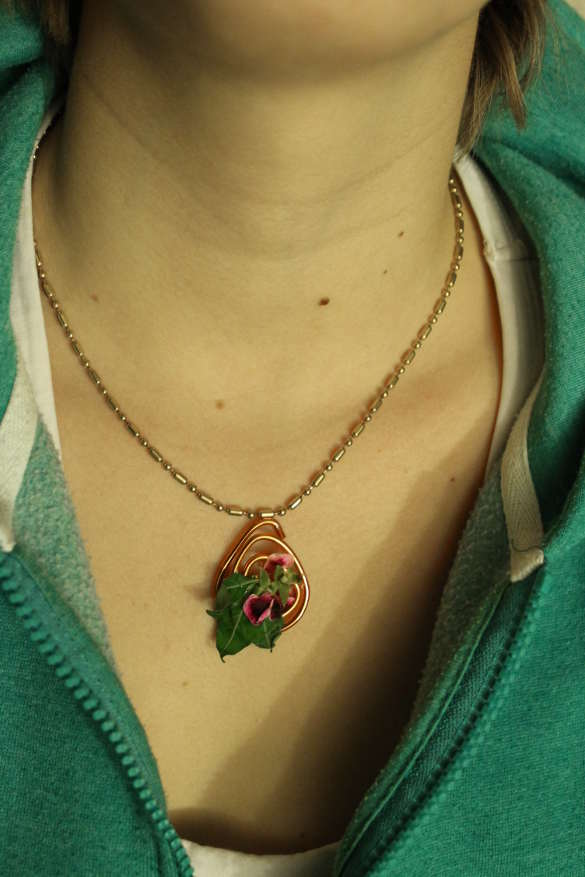
Lepená floristická ozdoba na tělo

### Podle formy a použití
- Věnec
  - Věnec jako celoroční dekorace na zeď (okno nebo dveře)
  - Příležitostná dekorace na zeď (okno, dveře nebo jiný objekt)
  - Příležitostný oděvní doplněk (na hlavu, oděv)
  - Sezónní dekorace na zeď (okno nebo dveře)
  - Slavnostní věnec (k nespecifikované příležitosti)
  - Věnec pro umělce
  - Věnec ke svátku zesnulých
  - Věnec pro zesnulé (na hrob nebo do místnosti)
  - Věnec na rakev
  - Adventní věnec
  - Velikonoční věnec
- Květinové srdce, lyra, harfa, podkova
- Monogram
- Kytice
  - Svatební kytice
  - Kytice k výročí
  - Slavnostní kytice k nespecifikované příležitosti
  - Vonička
  - Kytice řezaných květů
  - Suchá kytice jako celoroční dekorace interiéru
  - Sezónní dekorace na zeď, okno nebo dveře
  - Kytice jako příležitostná dekorace na zeď (okno, dveře nebo jiný objekt)
  - Příležitostný oděvní doplněk
  - Vějíř z růží
  - Gardénie (typ kytice)
  - Kytice ke svátku zesnulých
    - Kytice ke svátku zesnulých vypichované
    - Kytice ke svátku zesnulých kladené a palmeta
    - Kytice ke svátku zesnulých skládané

  - Pohřební kytice (vypichované) pro zesnulé
  - Pohřební kytice (kladené) pro zesnulé
  - Kytice na rakev
  - Kytička jmelí
  - Barborky a další kytice rychlených dřevin
- Svícen
- Vypichované (a jinak aranžované) nádoby
  - Vázy
  - Misky
  - Talíře
  - Žardiniéry
  - Koše a květinové dary
  - Květináče a obaly na květináče
  - Tašky
  - jiné - akvária, konvice, kbelíky, koryta, sklenice, džbány, číše, skleněné válce
- Kladené dekorace
- Dekorace na konstrukci
- Zdobené objekty
  - Dekorace vánočního stolu
  - Dekorace svatebního stolu
  - Plesové výzdoby
  - Výzdoba výstav
  - Dekorace pohřební místnosti
  - Volební a politicky motivované akce
  - Květinová výzdoba tribun
  - Výzdoba Hrobu neznámého vojína a Obětí války
  - Květinová výzdoba urny
  - Květinová výzdoba katafalku
  - Květinová výzdoba nádraží
  - Květinová výzdoba veslic a lodí
  - Květinová výzdoba kol, kočárů a automobilů
- Koule a další tvary
- Květinové polštáře
- Liniové dekorace
  - Girlanda
  - Štóla
  - Cop
  - Řetěz
  - Snítka
- Květinové rámy a obrazy
- Výroba jedlých aranžmá (nejčastěji dorty a studené mísy, nápoje)[33]

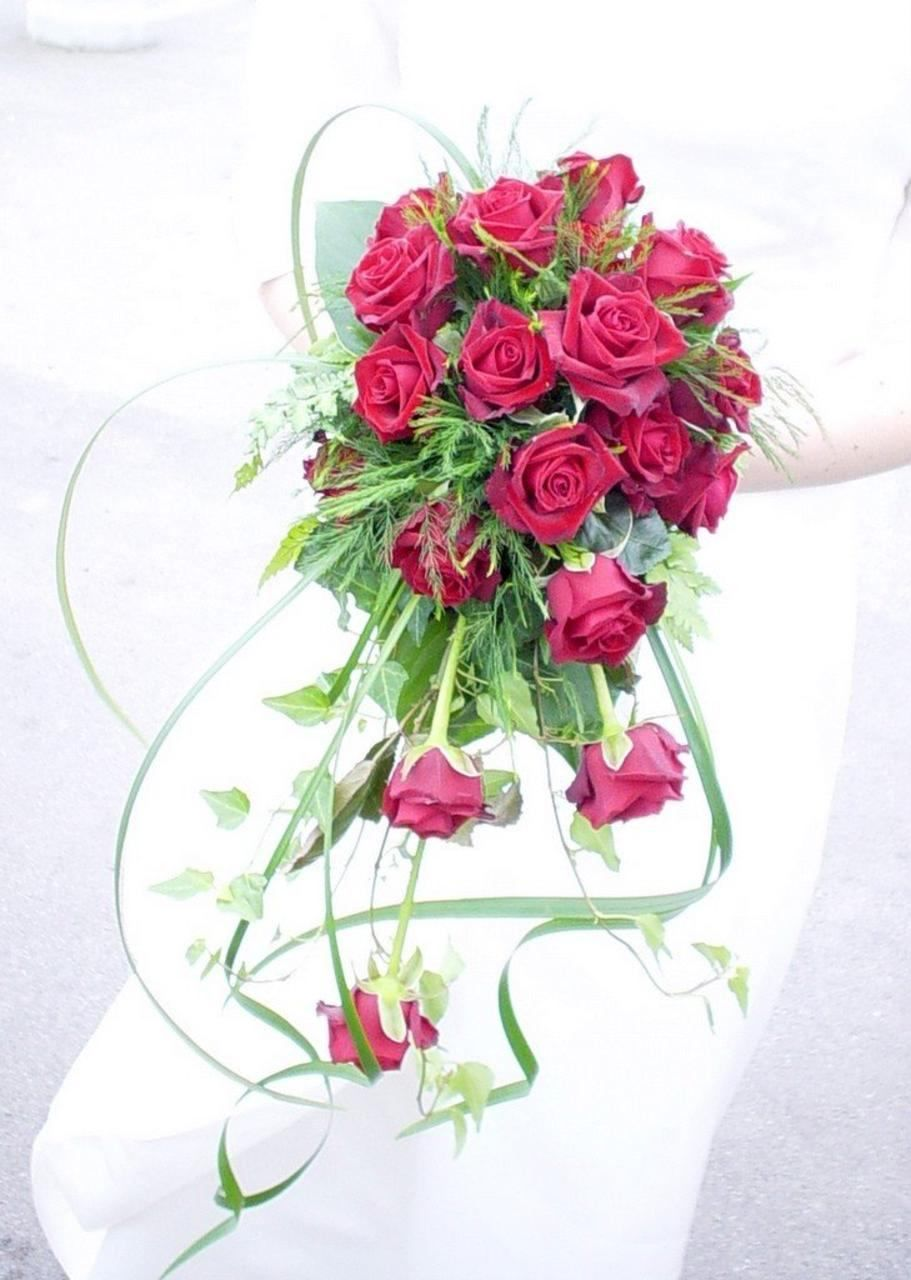
Bezpochyby nejoblíbenějšími květinami v Evropě jsou růže

### Kytice podle stylu a umístění
- Jednostranná
- Prostorová
- Převisající
- Biedermaier (zcela pravidelná kulatá, někdy jen jednodruhová)

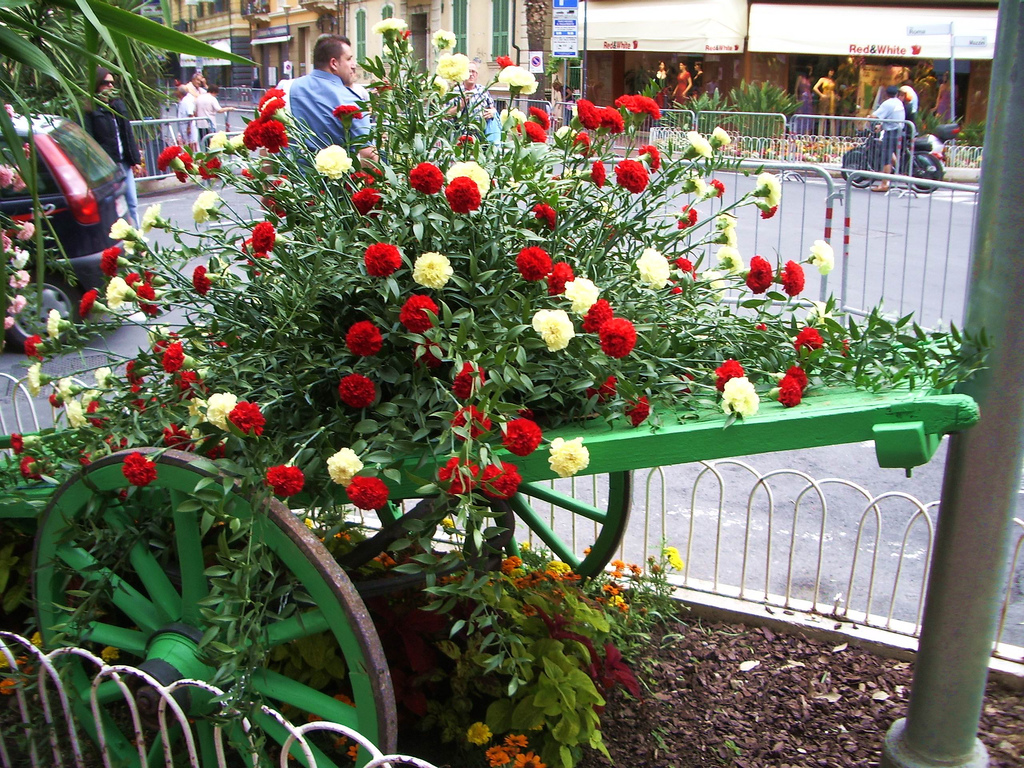
Květinami ozdobený vozík

- Ikebana

## Potřebné znalosti
Mimo technické znalosti, jako obvyklé postupy, používání pomůcek a nářadí, kterých lze učením nebo zkušeností velmi snadno nabýt je výhodou znalost různých výtvarných technik a práce se zcela různými materiály, které lze při troše kreativity využít. Jsou vhodné, nikoliv nezbytné, alespoň obecné znalosti historických stylů, co se týče výtvarných prostředků obvyklých v daném období a výtvarných děl. Nezbytné jsou znalosti prostředí sociální skupiny. Naprosto důležitá pro tvořivou tvorbu je odvaha, samostatnost, kreativita, cílevědomost a představivost. Tyto vlastnosti nejsou vědomosti, nelze je v dospělém věku nabýt, jen je lze rozvíjet. Vyplatí se znát vlastnosti materiálů, především rostlin, které používáte nebo můžete použít.

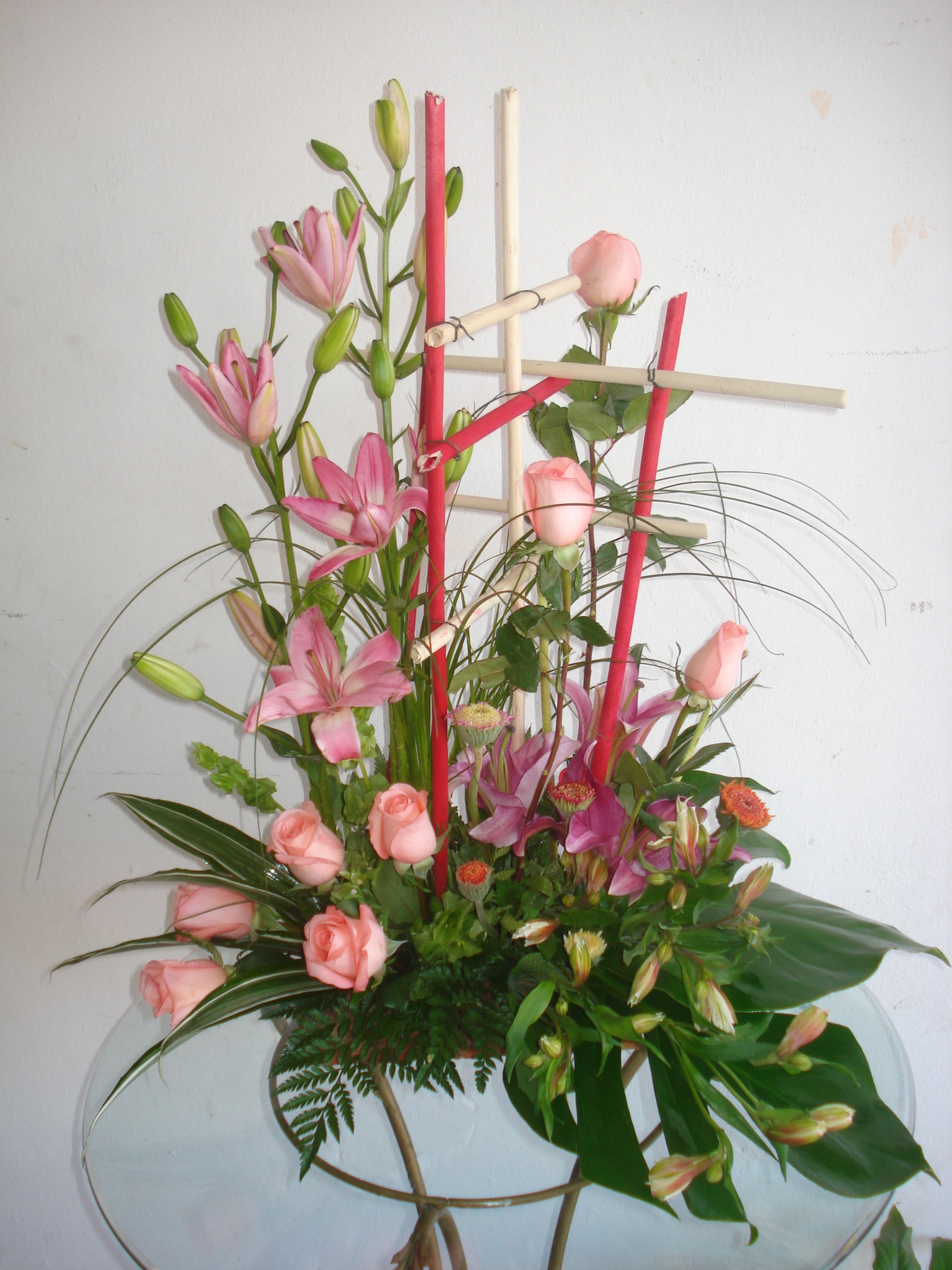
Jednostranná úprava květin

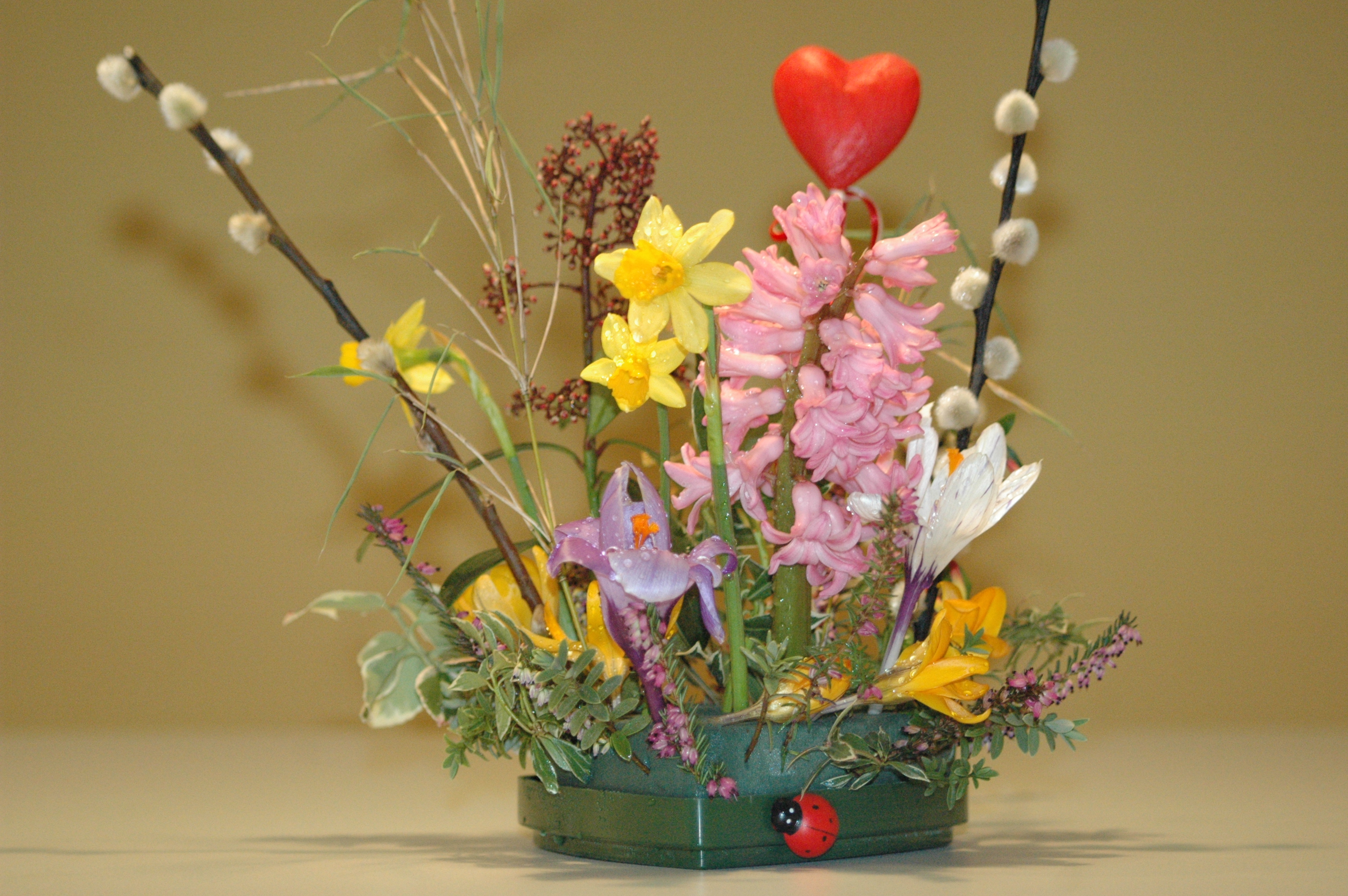
Velmi nevkusné velikonoční aranžmá

### Tvorba kulis a napodobení historických dekorací
Znalost tvorby květinových dekorací v jednotlivých historických obdobích je velmi důležitá pro práci v historických objektech a interiérech, a to jak pro realizaci tematicky zaměřených výstav, výzdoby při příležitosti zámeckých slavností, koncertů vážné hudby apod. Velmi lukrativní jsou také zakázky od firem, které na historických objektech pořádají své prezentace, nezřídka pro své zahraniční partnery, a požadují květinovou výzdobu napodobenou podle stylu renesance, baroka, rokoka apod. V neposlední řadě je také lukrativní práce pro výpravy historických filmů, kde je třeba naprosto věrohodně ztvárnit interiéry .

## Nástroje a materiály
K aranžování se používají rostliny a dekorační prvky, podklad a spojovací materiál. Drát a vazačský drát, stuhy, lepidla, podklady a tvarované podložky ze slámy, florexu, proutí, papíru, plastu, květy a další části rostlin.
Mezi pracovní nástroje patří nůžky (zahradnické i obyčejné), lepicí tavné pistole, kleště, sponkovačky, řasítka, nože.

## Vzorový popis objednávky aranžovaných květin
J. Vaněk vzorovou objednávku popisuje takto: „Pan J. Krása, ředitel Komerční banky, Praha II, Jindřišská 16 objednává 1. kulatý květinový věnec v barvě pokud možno bílé nebo světlé, zdobený palmami, za cenu 250 Kč. Dodati v 11 hodin dopoledne, dne 13.6. k pohřbu do bytu zemřelého, p. F. Novotný , soukromník, bytem Praha I., Mikulášská 15, I. posch. Věnec placen nebyl. Podpis příjemce objednávky.“ Na druhé straně lístku je informace ohledně stuhy a textu na ní. V uvedeném příkladu lze najít odlišnosti od současné praxe. Zejména je to specifikace alespoň velikosti věnce, druhu věnce, předpokládaná cena, použitý smluvený materiál, platební podmínky.

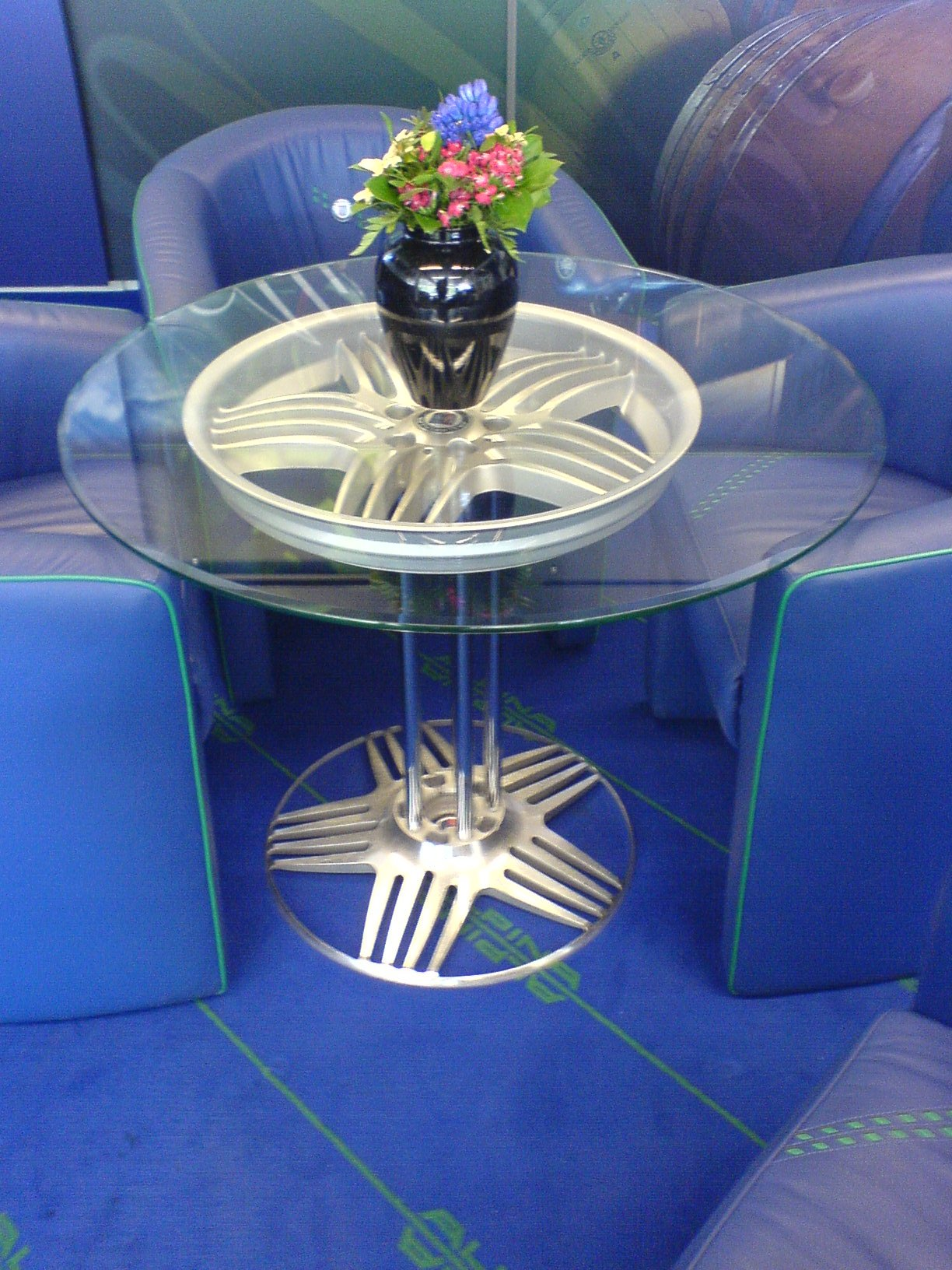
Nesoulad mezi interiérem a charakterem i barevností kytice a daný i poměrem velikosti kytice a nádoby

## Skladba aranžérské kompozice
Skladba aranžérské kompozice se obecně řídí stejnými výtvarnými pravidly jako kterékoliv jiné umělecké dílo. V hledání východisek pro přesně roztřídění a zařazení velmi různorodých prací zahradních architektů lze použít jednak přisouzení podobnosti díla k nějakému způsobu úprav květin v historickém období, ke kterému se často vztahuje i interiér kterého je aranžmá doplňkem, ale lze použít i třídění podle stylu aranžování květin. Styl můžeme jinými slovy označit jako způsob tvorby. a značí výraz díla při práci s rostlinami a jejich částmi.
Současné aranžování rozeznává tři základní aranžérské styly:
- dekorativní
- vegetativní
- formálně lineární

## Technické praktiky používané v aranžování
V aranžování se v současnosti používá řada technických postupů, jejichž dobré zvládnutí ovlivňuje kvalitu a často i estetické vlastnosti výrobku. Uvedené postupy jsou příklady používaných technik a prací s materiály.

### Lepení
K lepení se obvykle používá lepicí pistole, lepicí tečky nebo rychleschnoucí lepidla. Zřejmě nejčastěji je používáno lepení pistolí. Lepení pistolí nelze bez rizika použít na živé materiály, na živém chvojí ale přilepené materiály drží obvykle dobře a neopadají až do zaschnutí chvojí (u některých dřevin ani potom ne). Lepení pistolí může být znesnadněno různou tepelnou rozpustností lepicích tyčinek a různým tepelným výkonem různých výrobců. Klasických lepidel může být použito také při doplnění aranžmá koláží nebo polepů částí nádoby a přízdob další materiálem.

### Práce s podložkou pod kytici
Podložka pod kytici snadno zvětší objem kytice s relativně nízkými náklady. Zvýší snadno atraktivitu výrobku pro zákazníka preferujícího velikost kytice, pro mnoho zákazníků je velikost (rozměry) zboží důležitá a je považována za kvalitu (čím větší tím lepší). Podložka může být použita pro zpevnění kytice a jako opora pro zeleň. Podložku lze dále ozdobit nebo polepit. Lze použít podložky s drátěným základem, pokryvem z juty, papíru, textilu. Podložku je také nevhodné spíše polepit částmi sušených rostlin.

### Voskování
Voskování nebo parafinování je nebo bylo používáno různým způsobem při aranžování květin.

#### Umělý sníh
Používáno bylo ve 20. století stříkání hotových věnců a kytic roztaveným parafinem, což dodávalo kyticím a věncům zasněžený vzhled a zvyšovalo odolnost proti opadu jehličí. Esteticky nepůsobil výsledek vzhledně, ale zákazníky byl do konce 90. let 20. století oblíben. Technika se v 21. století nepoužívá. Z podobného důvodu se máčely do vosku celé květy.

#### Prodloužení trvanlivosti
Voskují se řezné rány. Po namočení do vosku se zavoskovaná rána zchladí. Jde o alternativu k vatičkování. Je třeba předem ověřit trvanlivost daného druhu květin (u různého materiálu může být různá) při použití voskování řezných ran.

### Skobičkování
Je technika připevňování materiálu k podkladu. Jako skobičky jsou použity kousky tvrdého drátu ve tvaru "U". Místo skobičkování ze v některých případech použít přichycení špendlíky. Výsledek nesmí ohrožovat zdraví při manipulaci, podklad a předměty v okolí.

### Navlékání
Mnoho materiálů lze provrtat, propíchnout a navléci, použít navlékané materiály v řadě za sebou (šňůry). Použití je někdy omezeno pouze vkusem a vhodností. Navlékané materiály na drátu lze snadno použít v tvarované linii.

### Vypichování
Vypichování je technika při které jsou rostliny (nebo jiné dekorace) přímo nebo pomocí dalších materiálů připevněny k podložce. Je provedeno vpíchnutím části rostliny (nebo dekorace) nebo pomocí pomocného materiálu. Vpíchnutí musí být dostatečně hluboké a pevné, aby materiál byl upevněn stabilně i vzhledem k předpokládané manipulaci. S ohledem na některé podkladové materiály, které pevné vpíchnutí rostliny neumožňují nebo nezajistí je někdy používáno i kombinace s lepením.
Jako pomocný materiál k vypichování se používá drát různé síly, špejle, kolíky.
Materiál, do kterého je dekorace vypichována, má být obvykle, podle pravidel aranžování, skryt.

#### Vypichování do polystyrenu
Je používáno spíše amatéry, polystyrénové podklady slouží spíše ke skobičkování a lepení. Vpichování do hmot jako je pěnový polystyrén někdy také dokonale pevnost nezajišťuje a práce s ním není, ve srovnání s florexem, snadná. Oproti florexu má polystyrén vyšší pevnost.

#### Vypichování do florexu
Možnost vpíchnutí do hmot jako je florex je počet pokusů omezen (nejlépe na jeden), protože takto rychle dochází k destrukci materiálu, který se stává nepevným. Práce s florexem je opravdu snadná, při dobrém zacházení a provedení je výsledek, poměrně k jiným materiálům, pevný a výhodou může být velmi nízká váha a pevnost celku při použití šedé hmoty a nasáklivost[zdroj?] při použití zelené hmoty. Je velmi vhodné florex dále zpevnit omotáním pletivem.

#### Vypichování do slámy
Vpichování do hmot jako je sláma obvykle zajišťuje pevnost dočasně (velmi ovlivněno zpracováním podložky a vlhkostí skladování). K vypichování je často třeba použít kolíky. Sláma musí být dobře připevněna k podložce. Aranžmá se slaměnou podložkou může být vlivem povětrnosti na podzim odvanuto z místa uložení.

### Navazování
Navazování je pojem, pod kterým je (mimo jiné významy) rozuměna technika připevnění materiálu drátem. Tato technika má umožnit zpevnění daného materiálu drátem a usnadnění vpíchnutí nebo jiné připevnění materiálu. Podle připevňovaného materiálu aranžér zvolí druh a materiál drátku. Při vpichování musí být drátek dostatečně tenký vzhledem k materiálu, dostatečně pevný, aby jej zajistil ve vztahu k podložce, v zamýšleném tvaru a pozici, a rovněž dostatečně silný s ohledem na zvolenou podložku. Někdy je vhodné připevnění k dalšímu pomocnému materiálu, jako je silnější drát, kolík a špejle. Viditelný drát bývá z estetických často zakrýván papírem nebo páskou čemuž se říká „začištění“. Drát tak při podrobném zkoumání není tolik vidět. Práce člověka na díle, umělost výsledku, je méně zřejmá.

### Omotávání
Omotáváním materiály je skrýváno technické provedení díla, konstrukce a také je omotáváním obvykle připravován korpus věnce k použití.
K omotávání je používán drát nebo provázek. Při omotávání těla věnce a konstrukce za sebou následující řady se vzájemně překrývají. K provedení je nezbytný drát (provázek) na cívce.

### Použití aranžovací hmoty
Průmyslově vyráběná aranžovací hmota bývá v prodeji pod různými názvy (florex, oasis…) s různými kvalitami pro různé použití. Při správném použití tento materiál umožní rostlinám přijímat dostatek vody a pevně je zachytí. Hmota je vyráběna tak, že má rovněž baktericidní a fungicidní účinky, což prodlužuje životnost aranžmá. K správnému použití pro živý materiál je třeba aby hmota byla rovnoměrně a dobře nasycena vodou, musí vodu přijmout samovolně po položení na hladinu vody. Hmota určená pro suchou vazbu by neměla být namáčena nebo vlhčena. Hmotu lze tvarovat řezem, není vhodné ji stlačovat a lámat. Stlačením se hmota naruší a rozpadá. Hmotu (podle druhu) lze připevnit buď speciálními držáky, obalit síťkou nebo pletivem nebo přilepit, ovšem nejvhodnější je, je li pevně zapřena o strany nádoby.
Při vypichování je nezbytné rozvrhnout si předem práci, naplánovat vzhled celku, protože při použití aranžovací hmoty jako je florex nebo oasis je třeba zapíchnout rostlinu na správné místo na první pokus. Pokud je přemisťována nebo upravována dochází k destrukci aranžovací hmoty. Před zapíchnutím je vhodné seříznout konec stonku do špičky, což se dělá kvůli zvýšení sací schopnosti rostliny a snazší zapíchnutí. Kromě aranžovací hmoty jako florec nebo oasis lze k aranžování pro upevnění rostlin nebo dekorací v nádobě nebo prostoru použít i další materiály - struktury z klacíků a tyček, drátěného pletiva, písky, kamínky, gely a další.

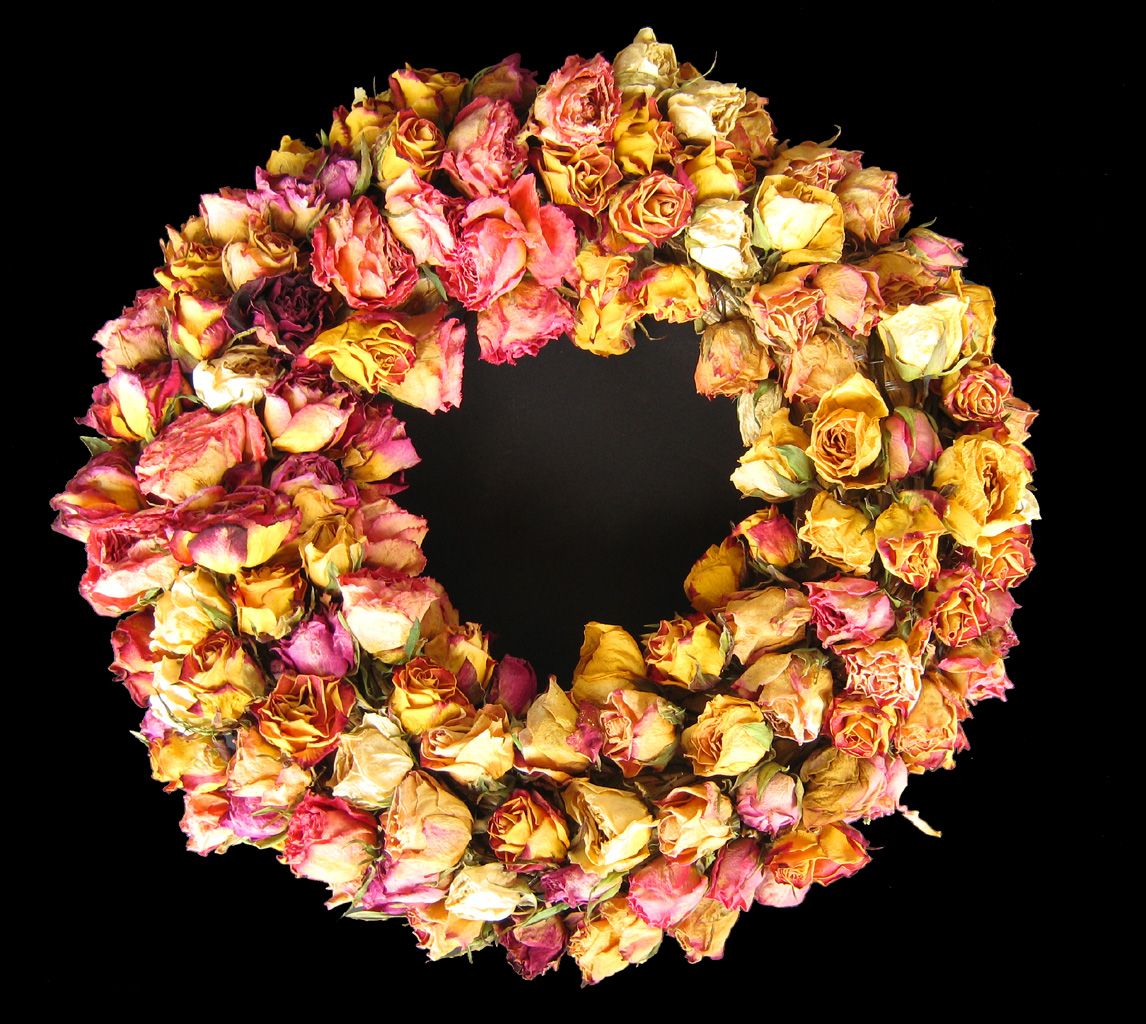
Jednoduchý věnec ze sušených růží
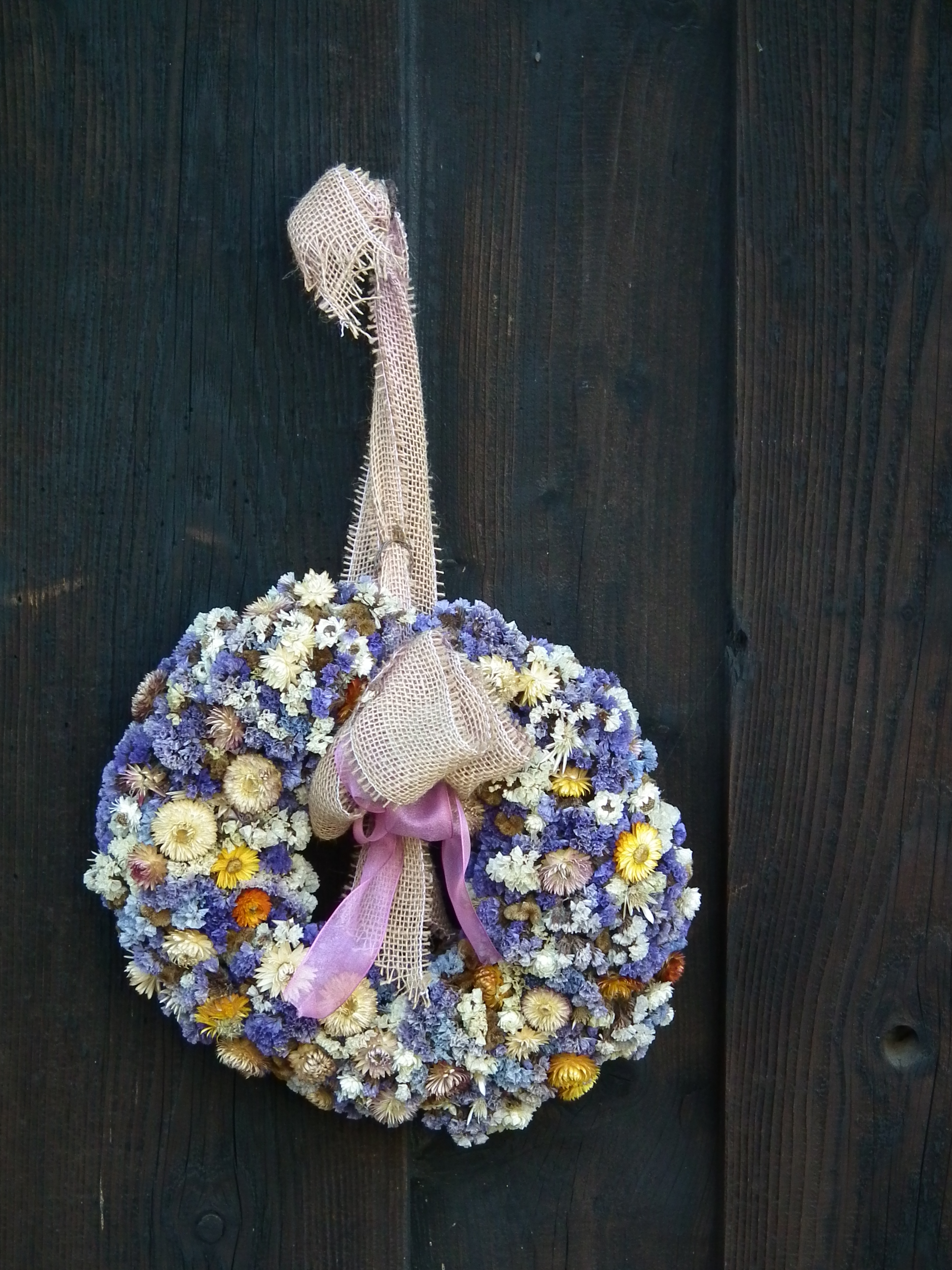
Barevně tlumený věneček ze slaměnek a limonky
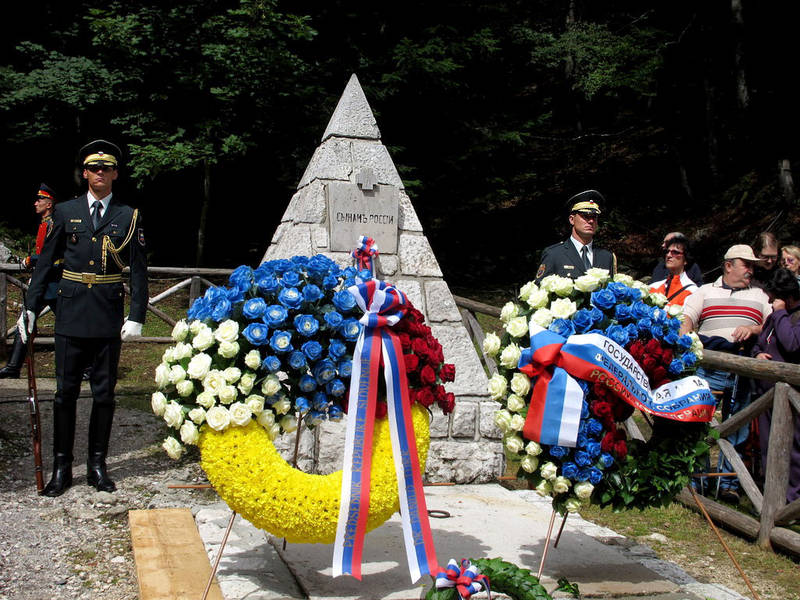
Věnec na památku hrdinům
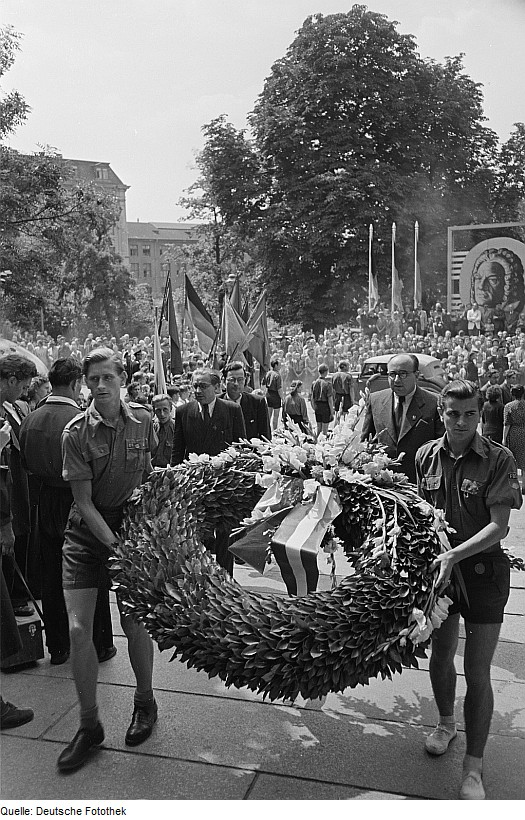
Slavnostní věnec ke kulturní příležitosti
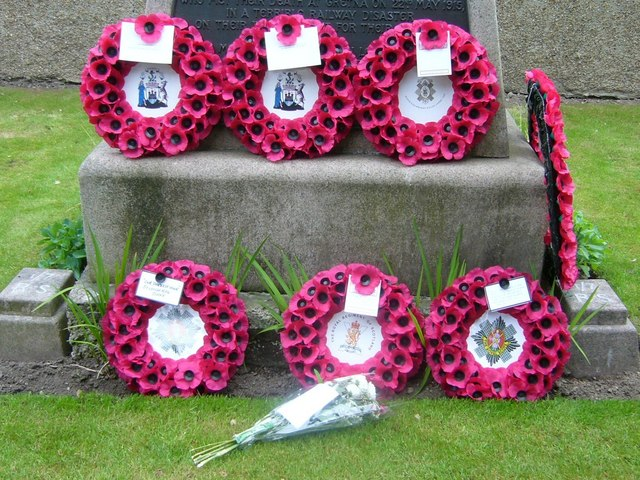
Věnec k uctění památky obětí nehody
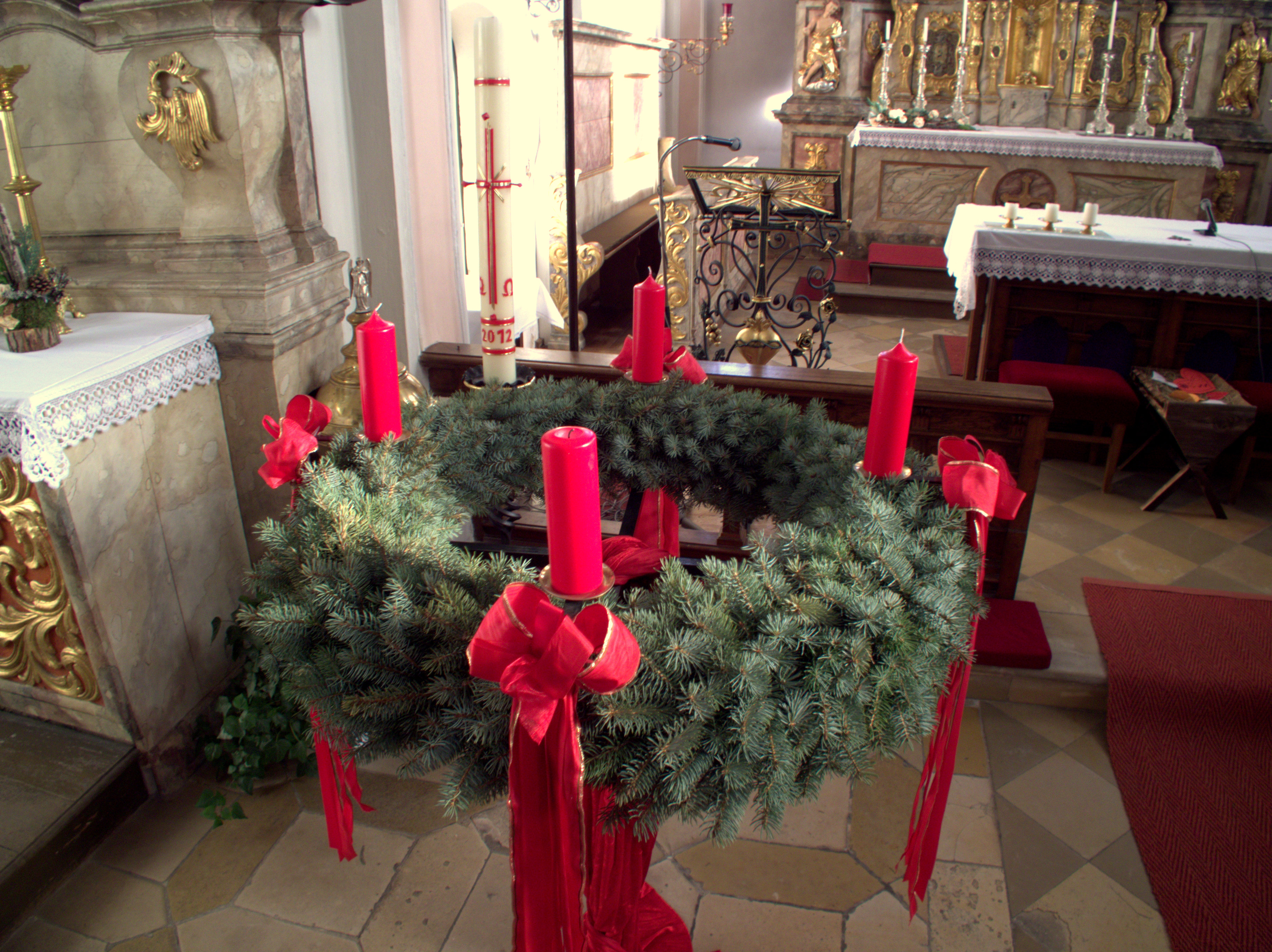
Adventní věnec
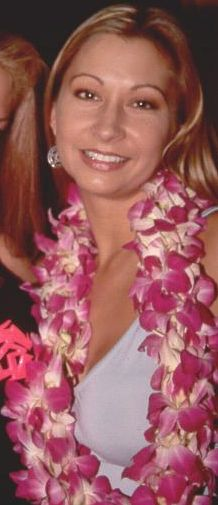
Květinový věnec na krk pro filmovou umělkyni.
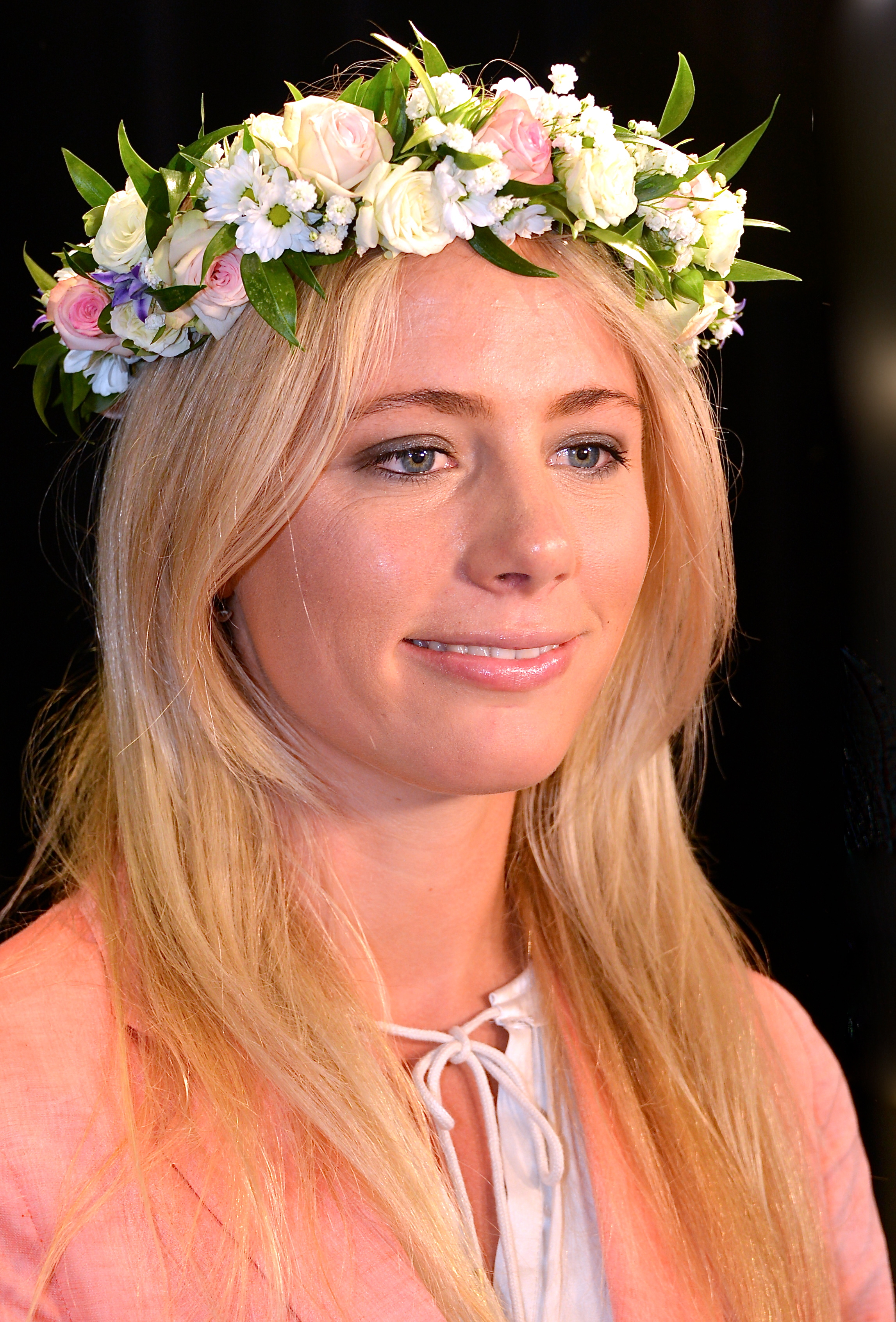
Věnec, ozdoba hlavy
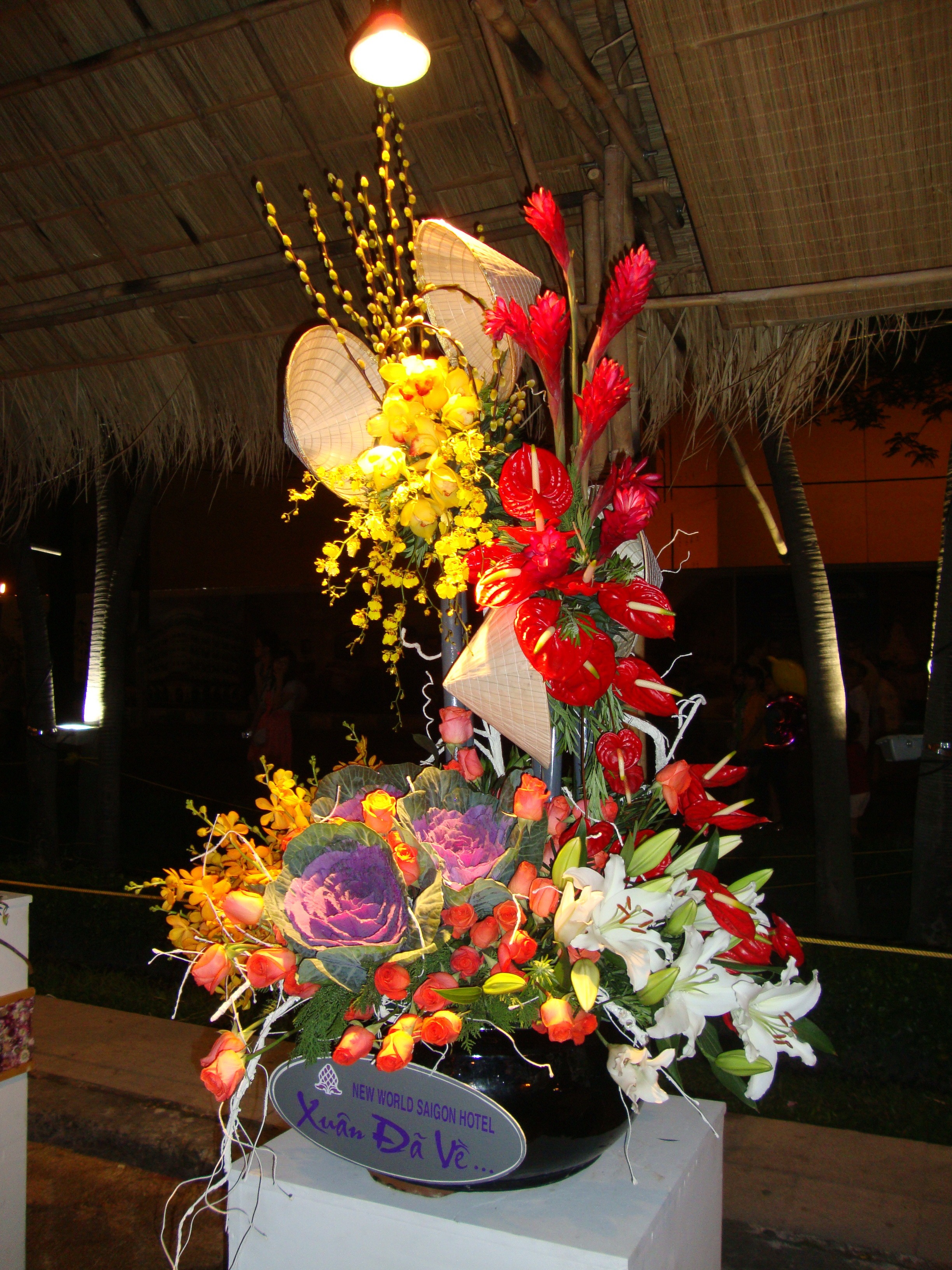
Vkus se může v různých geografických a sociálních skupinách obyvatel značně lišit

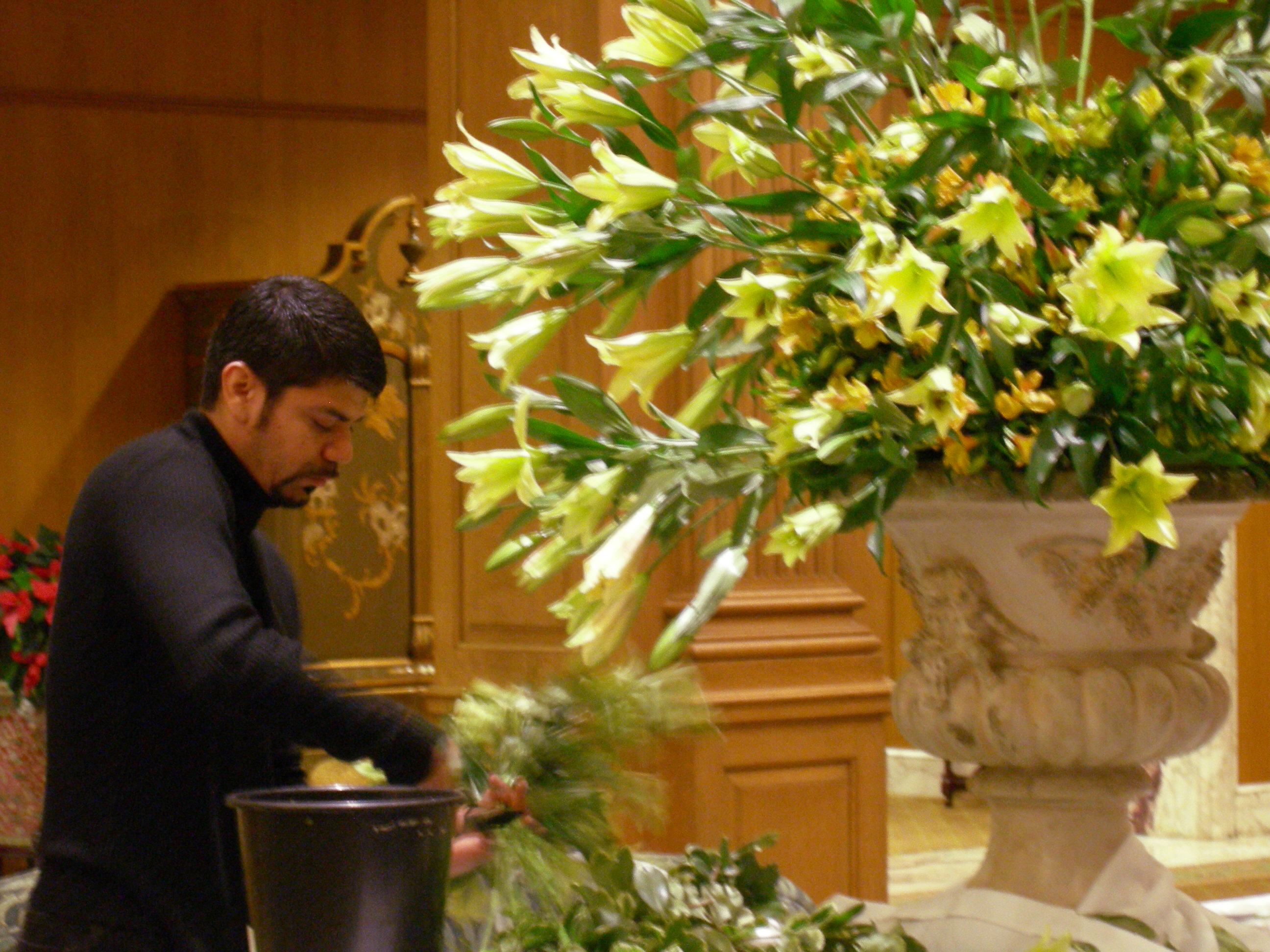
Aranžování kytice v hotelu

## Časopisy a periodika
Mezi časopisy a periodika, které se zabývají aranžováním květin a byly distribuovány i v ČR patřilo nebo patří
- Záhradníctvo - česko-slovenský časopis
- Floristika[35]
- Zahrádkář
- Profi Florista[36]
- Dekor

## Profesní organizace
Aranžérství a floristika jsou komerčně zaměřenou činností jejímž úkolem je zvyšovat množství prodaných květin. Tak jako průmyslové odvětví se i výrobci květin, aranžéři a především prodejci sdružují a vytvářejí místní, národní a celosvětová profesní sdružení, které mají větší vliv než jednotliví prodejci. V ČR je regionální profesní organizací sdružující osoby aranžující květiny Svaz květinářů a floristů České republiky (také jako Český svaz květinářů a floristů).
První sdružení prodejců a aranžérů květin vznikaly v Evropě v prvních letech 20. století, kdy pěstitelé květin vytvořením sdružení řešili logistické problémy.

### Komerční sdružení
Mezi komerční sdružení prodejců květin patří FLEUROP Interflora, FTD, Teleflora, Nexflora. Tyto sdružení prodávají aranžované květiny drobným odběratelům.
FLEUROP-Interfora je největší světový telekomunikační operátor a je nejstarším sdružením květinářství, byla založena v roce 1927. Působí ve 150 zemích světa a spojuje více než 50000 květinářství v dodavatelskou síť. V průběhu let se tato organizace z profesního sdružení na samostatný komerční subjekt. V roce 1946, se Flower Transworld Delivery (FTD), Interflora a FLEUROP-Interflora spojily. Telefora byla založena v roce 1934, má asi 45,000 členů v Severní Americe.

### Nekomerční sdružení
Nekomerční sdružení sdružující aranžéry květin:
- American Institute of Floral Designers (AIFD)
- Association of Irish Floral Artists (AOIFA)
- Canadian Academy of Floral Art (CAFA)
- Creative Floral Arrangers of the Americas
- Floral Art Society New Zealand
- Future Concepts
- Ikebana International
- International Pressed Flower Art Society
- National Association of Flower Arrangement Societies
- National Association of Flower Arranging Societies Mercia and North Wales Region
- National Association of Flower Arranging Societies (NAFAS)
- National Garden Clubs
- Pressed Flower Guild
- Scottish Association of Flower Arrangement Societies
- Society of Floristry
- Southwell Flower Club
- West Australian Floral Art Society Inc.
- World Flower Council (WFC)